# Municipio Tovar (Mérida)
El Municipio Tovar se encuentra localizado en el oeste del estado Mérida. Es uno de los municipios más pequeños del estado posicionándose como el número '22' en superficie con 184 km², sin embargo su capital, la ciudad homónima de Tovar, es la tercera ciudad más importante geopolíticamente, económicamente y poblacionalmente de la región. Pertenece a la llamada Zona del Valle del Mocotíes, subregión del mencionado estado. El municipio según el INE posee una población de 48.395 habitantes para el año 2021, siendo el quinto municipio más poblado del Estado Mérida, más sin embargo su capital Tovar es la tercera más importante de la región. Su geografía abarca a la ciudad de Tovar, localidades como San Francisco, El Peñón, El Amparo y San Pedro, así como una serie de pequeñas aldeas: Santa Bárbara, Villa Socorro, La Honda, El Carrizal, El Cambur, La Armenia, Mariño, Siloé, El Totumal, San Diego, Pata de Gallina, Buscatera, El Cacique, El Palmar, La Guinea y Bolero.

## Historia
La historia de Tovar, remonta desde el siglo XVI, ya que registros de 1558, revelan el encuentro de los colonos españoles con las tribus aborígenes de la zona, allí se encontraba las tribus precolombinas Bailadores, Mocotíes y Guaraques, de la Cultura Timoto - Cuica, la más evolucionada en el territorio de Venezuela (sedentarios, siendo buenos agricultores, tras haber establecido sistemas de riego, terrazas, canales y silos), fue en ese año el 1 de noviembre de 1558 cuando Francisco Montoya un acompañante de Juan Rodríguez Suárez, se convirtió en el primer encomendero de los indios Mocotíes, tras recibir una inmensa franja de territorio que incluía Acequias (cerca de Mérida), Mocotíes y se aproximaba a La Grita, sin embargo Montoya no se caracterizó como fundador de pueblos, sino como un labriego.
Dos siglos más tarde, tras la llegada de un sacerdote franciscano procedente del Convento de La Grita, se funda el 8 de septiembre de 1709 la Comunidad Indígena "Nuestra Señora de Regla de Bailadores", y sería el propio José Ceballos Obregón quien se ocuparía de recoger a los indios esparcidos por la zona, para adoctrinarlos e impartirles la Fe Cristiana.
Luego de la construcción de la iglesia se crea la Parroquia Eclesiástica de Nuestra Señora de Regla en noviembre de 1791, en este momento tanto el pueblo y como la parroquia religiosa tuvieron idéntica denominación, hasta 1810 cuando el Pueblo de Nuestra Señora de Regla pasó a llamarse Parroquia de Bailadores, dentro del Cantón Bailadores con sede en la Villa de Bailadores.
El 19 de abril de 1850, mediante decreto legislativo se crea a la Villa de Tovar, en homenaje a Don Martín Tovar y Ponte, entidad que sustituye a la citada Parroquia Nuestra Señora de Regla, y además resuelve en trasladar la cabecera del Cantón Bailadores a la recién creada villa, dicho Cantón de Bailadores estaría compuesto de la Parroquias: Villa Tovar (como cabecera), Bailadores, Zea y Guaraque.
En 1859 mediante ordenanza emanada por la Asamblea Constituyente del Estado Mérida, se divide al Cantón de Bailadores en dos Cantones: Páez conformado por Bailadores y Guaraque, y Tovar conformado por Tovar y Zea. Luego en 1868 la Asamblea Constituyente del Estado Mérida divide a este estado en 7 departamentos, dando origen al "Departamento de Tovar" siendo este el 4.ª entidad y estaría constituido por Tovar, Zea y Mora (hoy Santa Cruz de Mora).
La Casa Burguera de Tovar, fue fundada por el empresario Elías Burguera García en 1881, era el gran establecimiento comercial en la región a mediados del siglo XX. 
El 5 de enero de 1904 mediante decreto oficial se crea el "Distrito Tovar" que según la Ley de División Territorial estaría comprendido por los municipios: Tovar, Zea, Mora y Mesa Bolívar, esto permitiría que el entonces ayuntamiento municipal tuviera el control político y administrativo desde su capital, Tovar, sobre lo que hoy pertenece a los municipios: Zea, Antonio Pinto Salinas y Alberto Adriani, lo que en términos geográficos se traduciera en administrar además de la parte media y baja de la cuenca del río Mocoties, la tierra llana que se extiende entre los ríos Escalante y Chama, comprendiendo el total de más de mil trescientos kilómetros cuadrados.
El 20 de junio de 1955, la Asamblea Legislativa del Estado, declara jurídicamente el Municipio Alberto Adriani, el cual continuaría siendo parte del Distrito Tovar junto a los municipios ya establecidos. Para el censo de 1961 la figura del distrito Tovar estaría compuesto de los municipios: Alberto Adriani, Mesa Bolívar, Mora, Zea y Tovar.
El 27 de noviembre de 1965, se crea el "Distrito Alberto Adriani" cuya capital sería la ciudad de El Vigía, al cual se le anexó, en 1967, la parroquia Gabriel Picón González conformado por los previos de La Palmita, lo cual dejaría compuesto al Distrito Tovar de los municipios: Mesa Bolívar, Mora, Zea y Tovar.
En 1977 se creó el "Distrito Antonio Pinto Salinas" conformado por los municipios Mora y Mesa Bolívar, lo cual redujo al Distrito Tovar a los municipios: Zea y Tovar, esto daría origen al Municipio Autónomo Tovar, conformado así hasta 1992, cuando por decreto del Consejo Legislativo Regional del Estado Mérida declarara la segregación del Municipio Tovar en dos Municipios Autónomos, Tovar: conformado por las parroquias Tovar, El Llano, San Francisco y El Amparo, y Zea: conformado por las parroquias Zea y Caño El Tigre.
Para el 14 de diciembre de 2017, el alcalde electo Luis Marquez se juramentó ante la Asamblea Nacional Constituyente.

## El Valle del Mocotíes
El Valle del Mocotíes ha sido una región importante en el desarrollo agro-turístico del estado Mérida, esto gracias a su extensa geografía comprendida por sus verdes y hermosas montañas, sus formaciones rocosas, sus cascadas, ríos y lagunas como también sus páramos, además de estos regalos de la naturaleza estas tierras poseen una cultura muy amplia en donde se funde lo clásico con lo contemporáneo siendo prueba de esto su arquitectura, su arte plástico y su folclore. Santa Cruz de Mora, Mesa Bolívar y Mesa de Las Palmas del Municipio Antonio Pinto Salinas, Bailadores y La Playa del Municipio Rivas Dávila, Tovar, San Francisco, El Amparo y El Peñón del Municipio Tovar, Zea y Caño El Tigre del Municipio Zea y la población de Guaraque del Municipio Guaraque, son el ejemplo de una población llena de Idiosincrasia, cultura, progreso, trabajo y respeto por sus raíces.

## Tovar
La ciudad de Tovar es la capital del municipio homónimo, ubicada al sur oeste del estado Mérida a unos 74 km de la capital, con un clima promedio de 21 °C y a una altitud de 952 m s. n. m.; representa el centro económicamente más activo de la región del Valle del Mocotíes, por ser el punto de convergencia geográfico de la mencionada región, esto sumado a que en él se encuentran importantes instituciones, empresas, entes públicos, instalaciones deportivas, culturales, educativas y recreativas que cubren las necesidades de los pueblos, aldeas y villas que conforman los 5 municipios de la zona, esto convierte a la Ciudad de Tovar en la cuarta capital sociocultural y económica del estado Mérida, después de ciudad de Mérida quien además de ser la capital política del estado, es la capital de la Zona Metropolitana, la ciudad de El Vigía que además de ser la capital económica del estado, es la capital de la Zona Sur del Lago y la ciudad de Ejido por su desarrollo en los últimos años.
Los Tovareños(as), como se le conoce a su gentilicio, son considerados como personas cordiales llenas de amabilidad y calidez humana típica de los Andes Venezolanos, tierra de hombre ilustres y mujeres hermosas que han conquistado la gloria en varias áreas como el deporte, las artes, las humanidades, la ciencia y tecnología, la política, el espectáculo, entre otras.

### Hijos Ilustres
A lo largo del tiempo han destacado grandes nombres originarios de estas tierras siendo entre los más importantes: Johan Santana doble Cy Young de la Liga Americana del béisbol profesional estadounidense, Rafael Orellana considerado uno de los principales exponentes de la Tauromaquia Venezolana, Anna Katherina Vivas astro física, Premio Lorenzo Mendoza Fleury 2009, Eduardo Castellanos Campeón Mundial de Atletismo, Víctor Hugo Márquez Campeón Paralímpico Mundial en ciclismo, Jesús Rondón Nucete exgobernador del estado Mérida y líder del partido COPEI, Domingo Alberto Rangel político y periodista fundador del partido MIR, Antonio Pinto Salinas exsecretario nacional del partido Acción Democrática, Trino Márquez sociólogo, exrector de la Universidad Central de Venezuela, Alfonso Ramírez "El Polaco" intelectual, historiador, escritor y cronista, Luis Enrique Bottaro Lupi abogado y escritor.

### Mujeres Hermosas
La categoría de mujeres hermosas surge como parte del eslogan popular refiriéndose a la participación de un gran número de mujeres en eventos de belleza de reconocimiento, como las Ferias del Sol de Mérida en donde hasta 2025 han ganado en (07) siete oportunidades de 56 ediciones que lleva este certamen. Así mismo participación en eventos como la Feria Internacional del Café, Miss Latinoamérica, Miss Venezuela, entre otros.
- Reinas del Sol (hasta 2025):

| - - Gladys García (1973) - Francy Mora (2004) - Angela Ramírez (2009) Miss Latinoamérica 2010 - Lorena Guillén (2011) primera Reina Sorda de este certamen | - - Karen Quintero (2016) - Venus Parra (2018) - Leidy García (2025) |

Así mismo algunas otras han conseguido títulos como Reina de las Nieves, Reina Taurina o Reina Agropecuaria, casos como Nusat del Valle Durán o Maria de los Angeles Vera Molina por nombrar algunas.
- Participantes del Miss Venezuela:

- - Cecilia Useche Hardi. Miss Cojedes en el Miss Venezuela 1955

- - Ana Cecilia Useche Hardi. Miss Mérida en el Miss Venezuela 1955

- - Magally Burguera Sardi. Miss Mérida en el Miss Venezuela 1960

- - Nusat del Valle Durán. Miss Lara en el Miss Venezuela 2008

- - Maria de los Angeles Vera Molina. Miss Trujillo en el Miss Venezuela 2011

- - Maria Fernanda Paredes Sanchez. Miss Mérida en el Miss Venezuela 2016

- - Gladys García. Miss Mérida en el Miss Venezuela 1974

- - Angela Ramirez. Miss Cojedes en el Miss Venezuela 2011

### División Político-territorial

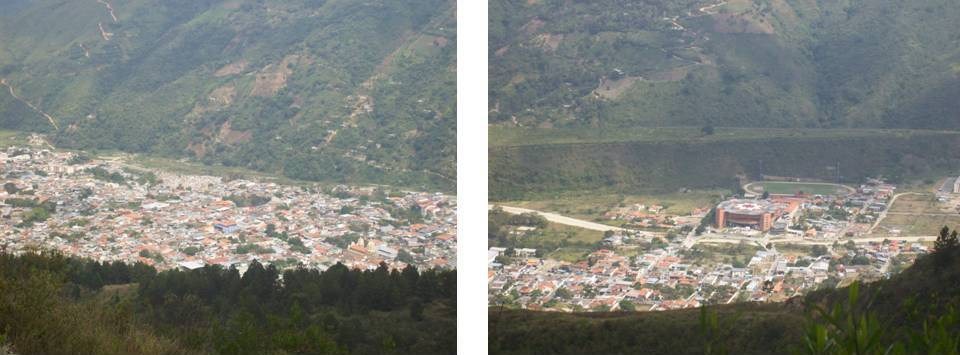
Derecha: Sector Centro y Zona Baja. izquierda: Sector Llano Bajo. Vista de Tovar desde el Páramo.

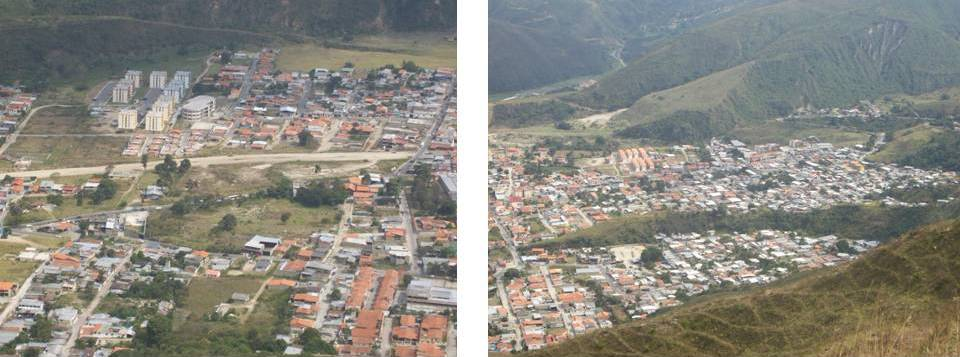
Derecha: Sector Vista Alegre, Los Naranjos y la Galera. Izquierda: Sector Llano Alto y Quebrada Arriba. Vista de Tovar desde el Páramo de Mariño

El municipio autónomo Tovar lo constituyen cuatro parroquias en su totalidad:
- 1 Parroquia Urbana (El Llano)

- 2 Parroquias Urbano-Rural (Tovar, San Francisco)

- 1 Parroquia Rural (El Amparo)

Parroquia TovarEs la parroquia más grande territorial y poblacionalmente, con 18.151 habitantes aproximadamente según el INE en 2021, posee un 25% de carácter urbano y un 75% rural, en ella se erige el centro de la Ciudad de Tovar, un centro económicamente activo con abundante comercio Formal e informal; alrededor de este centro en donde se encuentra la Plaza Bolívar principal, El Santuario Diocesano a la Virgen de Regla, el Ayuntamiento Municipal, la sede de Tránsito terrestre, la estación de bomberos número 3 del estado y la sede del Cuerpo Policial Científico (CICPC), se encuentran los diferentes urbanismos y barrios de esta urbe, formado por los caserío más antiguos, pequeños edificios y barrios no planificados en donde lo Colonial, lo Moderno y lo Contemporáneo se mezclan entre sí, el área urbana de esta parroquia conforma la zona norte de la Ciudad de Tovar integrada por tres grandes sectores como lo son El Añil, El Corozo y Sabaneta. A las afueras del casco urbano de esta parroquia se encuentran las aldeas de Buscatera, Palo Cruz, Santa Bárbara, La Jabonera, Cucuchica, El Peñoncito, El Peñón, San Diego, El Cácique, Villa Socorro, El Totumal, la Armenia, San Pedro, Siloé, La Guinea, Santa Inés, El Palmar, Bolero, Las Cocuizas y Pata de Gallina, todas estas con una distribución geográfica distante una de la otra pero que en conjunto conforman una pequeña conurbación en donde la aldeas de El Peñon-San Diego sobresalen como cabecera por mayor población.
Parroquia El LlanoEs la segunda parroquia más grande del Municipio con 16.280 habitantes aproximadamente, tiene carácter urbano y forma parte del casco de la Ciudad, constituida por Urbanizaciones como Cristo Rey, Jesús Obrero, Los Palos Grandes, El Coliseo, La Galera, Alta Vista, Rosa Inés, El Naranjal, El Reencuentro, Gian Domenico Puliti, Llano Alto, Los Educadores, San José, Mocotíes y Residencias El Llano, así como grandes barrios como El Rosal, Quebrada Arriba, Los Naranjos, Las Colinitas, Las Colinas, El Bosque, Los Pinos, Los Limones, La Lagunita, El Chimborazo, Vista Alegre, 17 de julio y El Volcán, por lo que se considera como una parroquia residencial y en menor condición de carácter comercial, en ella se desarrollan actividades educativas, deportivas, sanitarias y comerciales, por encontrarse la mayoría de extensiones Universitarias, el Complejo Olímpico y Recreacional "Claudio Corredor Müller", el Hospital tipo II "San José" y un importante número de empresas, casas e instituciones comerciales en el ámbito gastronómico, farmacéutico, estética y belleza, ferretería y herramientas, materiales de construcción, productos agroquímicos y de limpieza, autopartes y repuestos, así como concesionarios y agencias de vehículos.
Parroquia San FranciscoEs una entidad urbana y rural a la vez, ella constituye una pequeña parte del casco urbano de la Ciudad de Tovar como lo son los sectores Tacarica, Urb. Los Educadores y el Samán, sin embargo su principal asentamiento es la población de San Francisco la cual se encuentra a 10 minutos de la capital del municipio, cuenta con una población de 1.979 habitantes para el año 2021, es un sector netamente agrícola en el cual se cultivan diferentes rubros alimenticios, aunque su principal y más importante producto es el típico "Chimó" derivado de la pasta de tabaco. También lo forman las aldeas de La Puerta, El Encierro, Agua de Cedro, El Parchal y El Carrizal.
Parroquia El AmparoEs la cuarta parroquia más importante poblacionalmente del municipio con 2.045 habitantes para el año 2021, y se considera parroquia rural ya que no forma parte del área urbana de la capital municipal, es un conjunto de aldeas como Mariño, El Cambur y la Llorona, pero encabezada por la Aldea El Amparo, es una zona completamente rural, agrícola y Turística puesto que forma parte del Parque nacional Páramos Batallón y La Negra.

## Geografía
El Municipio se encuentra en la región Occidental de Venezuela, al suroeste del estado Mérida, ubicada entre los 8°14′37″ y 8°26′30″ de latitud norte y entre 71°39′10″ y 71°48′24″ de longitud Oeste.
Limita por el Norte con los Municipios Antonio Pinto Salinas y Zea, por el Noroeste con el Municipio Zea, por el Oeste con el Municipio Zea y una pequeña parte con el Municipio Samuel Darío Maldonado del estado Táchira, por el sur con los Municipios Rivas Dávila y Guaraque y por el este con el Municipio Guaraque.

### Relieve
El municipio presenta un relieve de Valle en forma de "V", dividido por 2 cordilleras montañosas con alturas máximas de 3100 m.s.n.m. y altas pendientes que oscilan entre los 30 y 45% de inclinación, una cordillera ubicada al margen del Río Mocotíes denominada La Loma de La Virgen y la otra ubicada al lado contrario denominada Miraflores, presenta fondos de valles muy estrechos y alargados en donde se desarrollaron los principales asentamiento poblacionales.

### Hidrografía
La hidrografía la podemos dividir en ríos y lagunas; El principal afluente es el Río Mocotíes, en la vertiente izquierda: Los cursos de agua que se consiguen son en su mayoría de origen esporádico, de corta longitud y de carácter torrencial. Las principales quebradas afluentes de río Mocoties son: San Rafael, Cacaquita y El Cacique. En la Vertiente derecha: Su red hidrográfica es densa, de carácter permanente en su mayor parte y poco torrenciales. Las quebradas más importantes son la de San Francisco (unión de las quebradas el Encierro y la Aguada) y Cucuchica.
En cuanto a las lagunas podemos mencionar a las pertenecientes al denominado Páramo de Mariño, ubicadas a más de 2.000 m s. n. m., entre las cuales tenemos las Lagunas Gemelas, la Laguna Negra y La Laguna Blanca, además el Municipio actualmente disputa la jurisdicción de las Lagunas de Los Lírios y La Laguna de Las Palmas, las cuales son reclamadas y en muchos textos adjudicadas algunas veces al Municipio Samuel Darío Maldonado del estado Táchira y otras veces al Municipio Rivas Dávila del estado Mérida.

### Clima
El clima se caracteriza por presentar un régimen bimodal, por presentar temporada lluviosa y temporada de sequía, las principales pluviosidades se dan entre los meses de abril-mayo y entre los meses de septiembre-noviembre, ambos con
precipitaciones promedios mensuales superiores a 120 mm, los demás meses la lluvias son muy escasas.
Las temperaturas cambian de acuerdo a la época del año y a la ubicación del asentamiento poblacional, siendo la temperatura promedio municipal de 22 °C, sin embargo la temperatura disminuye hasta alcanzar los 10 °C en las zonas altas del Páramo de Mariño y los altos de La Loma de La Virgen, por otra parte en zonas como El Amparo y San Francisco las temperaturas oscilan entre los 12 y los 16 °C, mientras que en las zonas desde el Volcán hasta La Terraza, la temperatura oscilan alrededor de los 20 °C mientras que desde el centro de Tovar hasta los límites con el Municipio Antonio Pinto Salinas las temperaturas aumentan inclusive hasta alcanzar los 26 °C.
Sin embargo es importante destacar que en los períodos de julio y agosto las temperaturas normales aumentan aproximadamente de 3 a 5 °C, mientras que en las temporadas de diciembre a enero las temperaturas disminuyen entre 4 a 5 °C.

## Economía
La economía del municipio se divide en 3 sectores principales, siendo el Comercio, la Agricultura y otros, siendo en este orden la importancia y el aporte al municipio.

### El Comercio
El sector comercio se encuentra regido por la "Cámara de Comercio Municipal" y regulada por la Dirección de Recaudación Tributaria de la Alcaldía del Municipio Tovar, estos son los entes encargados de llevar el control de quienes dispongan locales y puestos para la venta de artículos con diferentes propósitos como Hogar, Alimentos, Vestimenta, Salud, Automotor, Agrícola, Pecuario, Carpintería, Ferretería, Belleza, Diversión, Alcohol, entre otros.
El municipio se caracteriza por ser el mayor centro de venta automotor del estado Mérida, debido al alto número de concesionarios y establecimientos de compra y venta de automóviles y motos.

### Agricultura
El sector agrícola también aporta un importante número de ingresos al municipio debido a la producción de rubros vegetales, siendo 7.230,45 Toneladas métricas (año 2002), distribuidos en 366,50 Toneladas métricas de cereales y leguminosas, 780 Toneladas métricas de raíces y tubérculos, 4.796 Toneladas métricas de hortalizas, 675 Toneladas métricas de cambur y 612,95 Toneladas métricas de café.
En cuanto a la producción animal se estima un aproximado de 6.349 cabezas de ganado bovino, 3.223 cabezas de ganado porcino, 20.365 cabezas de pollo benéficos, 9.705 cabezas de gallinas, además de productos derivados de estos como leche y huevos.
Entre las hortalizas destacan: la papa, la zanahoria, el brocoli, el coliflor, la lechuga, el repollo, el perejil, y la remolacha.

### Otros
Al hablar de otros podemos mencionar un sector multifactorial compuesto por pequeños sectores como el turismo, el alquiler de viviendas, industrias y servicios, el cual mantiene fluctuaciones importantes, siendo las épocas de agosto-septiembre y el mes de diciembre, las temporadas en las cuales los sectores como el turismo alcanzan su mayor pico.

## Demografía
La Demografía en el Municipio Tovar la podemos dividir de la siguiente manera:
- Población: El Municipio Tovar, con sus 48.395 habitantes (2024) es el quinto municipio más poblado del Estado Mérida, luego de los municipios Libertador, Alberto Adriani, Campo Elías y Sucre, y representa el 4.45% de la población total del estado. Según el censo de 1990, el antiguo Distrito Tovar, tenía 25 000 habitantes aproximadamente, para el año año 2001, este municipio creció de formal normal al tener 32.500. Durante un periodo de 10 años (2001-2011), el municipio creció en un 4.6% teniendo una población de 38.455 habitantes. La tasa de crecimiento fue similar para el siguiente periodo (2011-2021), registrando un 4.8%, llegando a tener una población cercana a los 46 mil habitantes.

- Densidad: El Municipio Tovar es el segundo municipio más denso poblacionalmente del Estado Mérida debido a su creciente población (48.395 hab.) y su baja superficie (184 km²), poseyendo una densidad de 263.01 habitantes por km², siendo precedido por Libertador y sucedido por Alberto Adriani.

- Porcentaje Municipal de Población: La gran mayoría de la población se encuentra ubicada en su capital, la ciudad homónima de Tovar con 40.520 habitantes que representa el 84,39% de la población total del municipio, el resto se reparte entre las poblaciones de El Peñón con 2.398 habitantes (5.73%), El Amparo con 2.045 habitantes y San Francisco con 1.598 habitantes para un total de 15,81% del total de pobladores en áreas foráneas.

- Crecimiento Poblacional Histórico: Desde 1786, antes de la fundación oficial de la ciudad de Tovar, esta villa tenía una población de 100 pobladores, en 1832 tenía 2.708 habitantes creciendo en un 58% de forma anual en 46 años, luego este porcentaje disminuyó en 1873 a un 9.5% de forma anual para un total de 5.193 habitantes en 41 años, para 1881 (8 años después), la ciudad era la segunda más poblada del estado con 6.127 habitantes, demostrando un crecimiento anual de un 2.25%, ya para el año 1920 había crecido un 4.2% anual en comparación con el censo de 1881 para un total de 8.746 habitantes, en la actualidad es Tovar la cuarta ciudad más poblada dentro del Estado Mérida.

## Turismo
Es considerada por muchos como una parada turística por excelencia gracias a sus paisajes, arquitectura y zonas de recreación en donde se respira paz y tranquilidad, entre las cuales tenemos:

### Atractivos Naturales

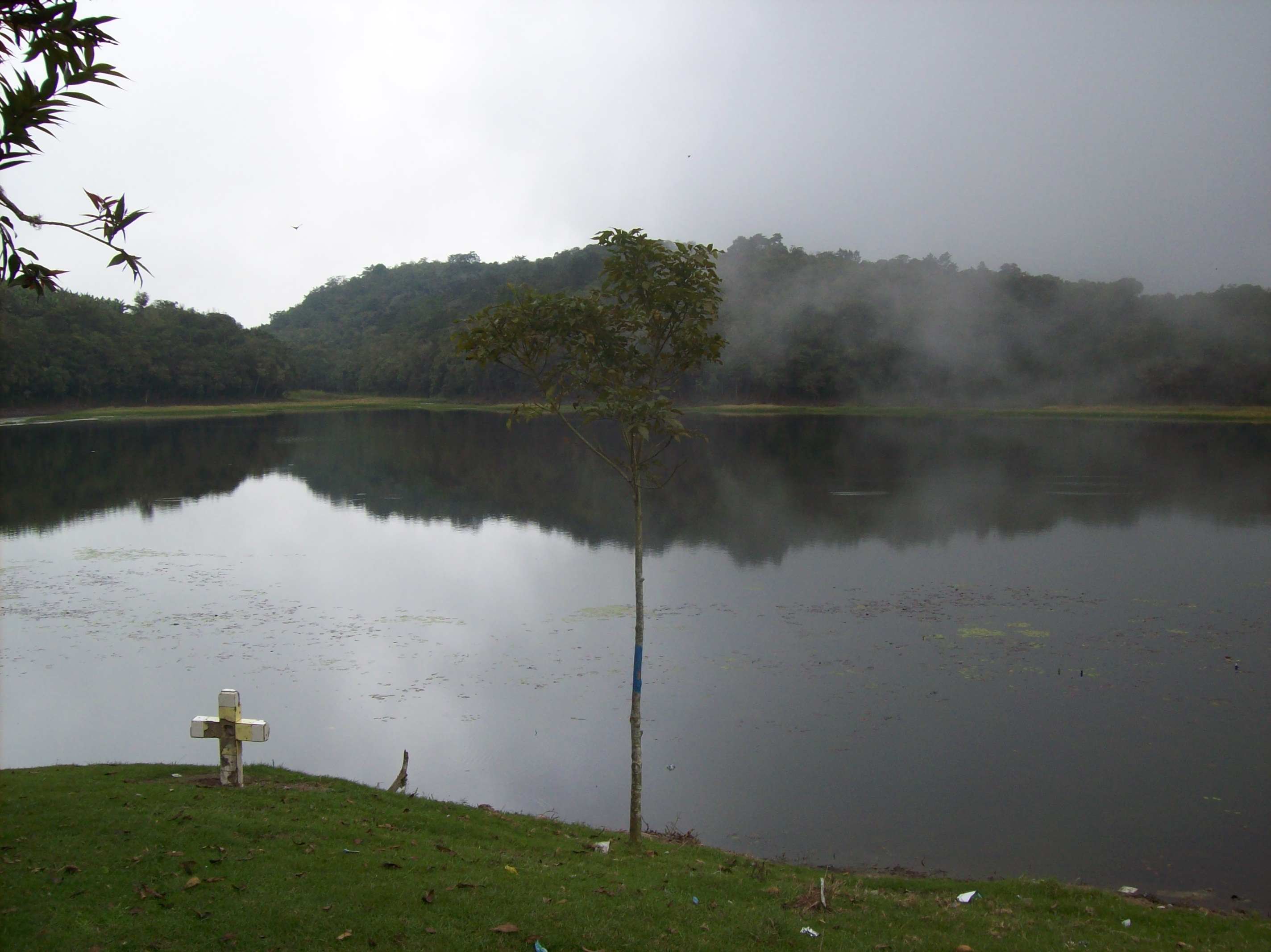
Laguna Blanca, Páramo de Mariño, Parque nacional Juan Pablo Peñaloza

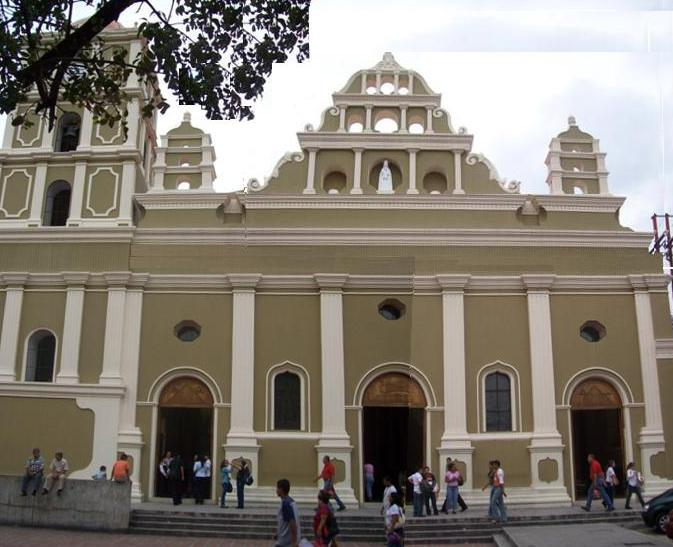
Vista del Santuario Diocesano de la Ciudad de Tovar

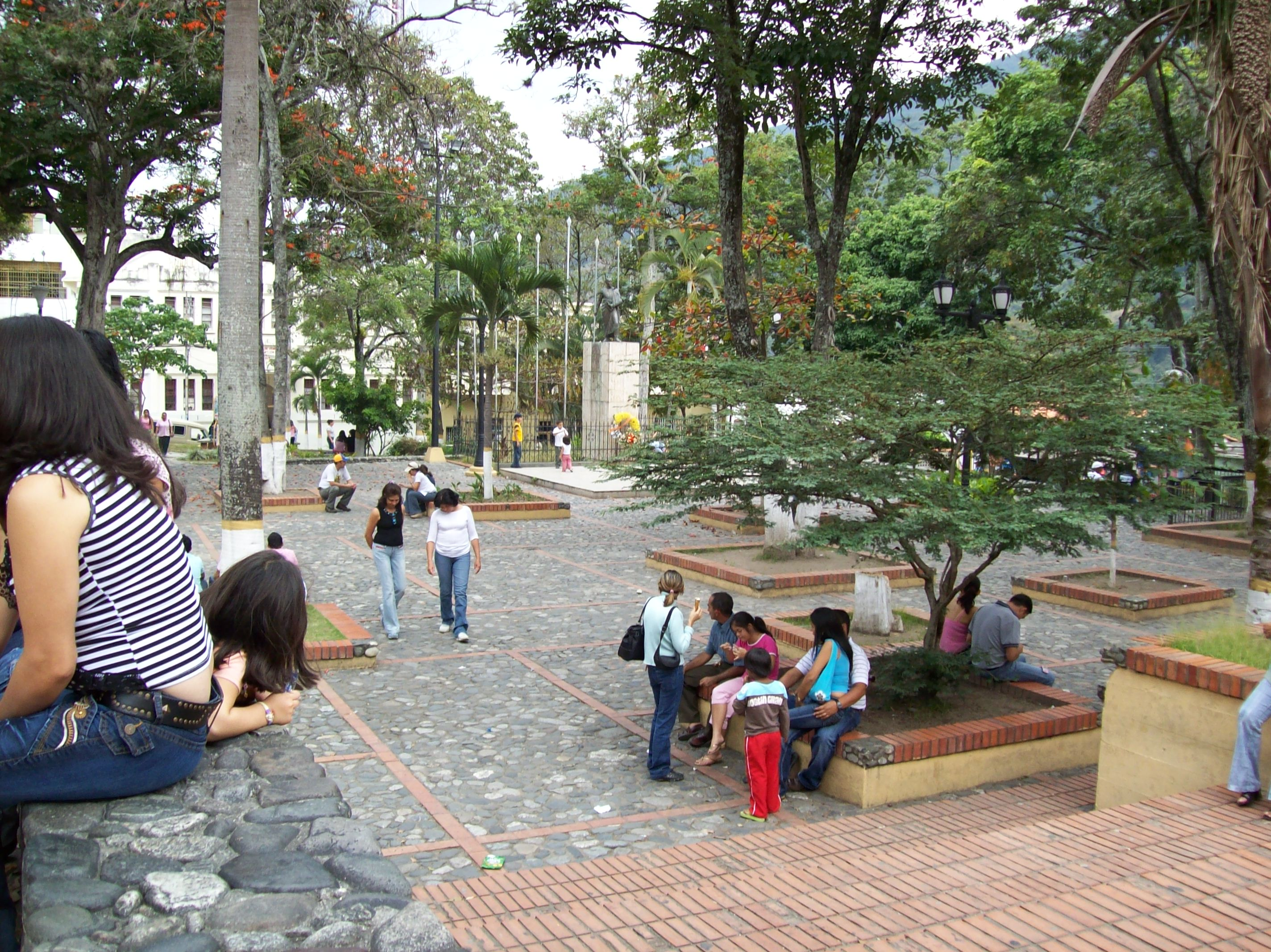
Vista de la Plaza y su gente

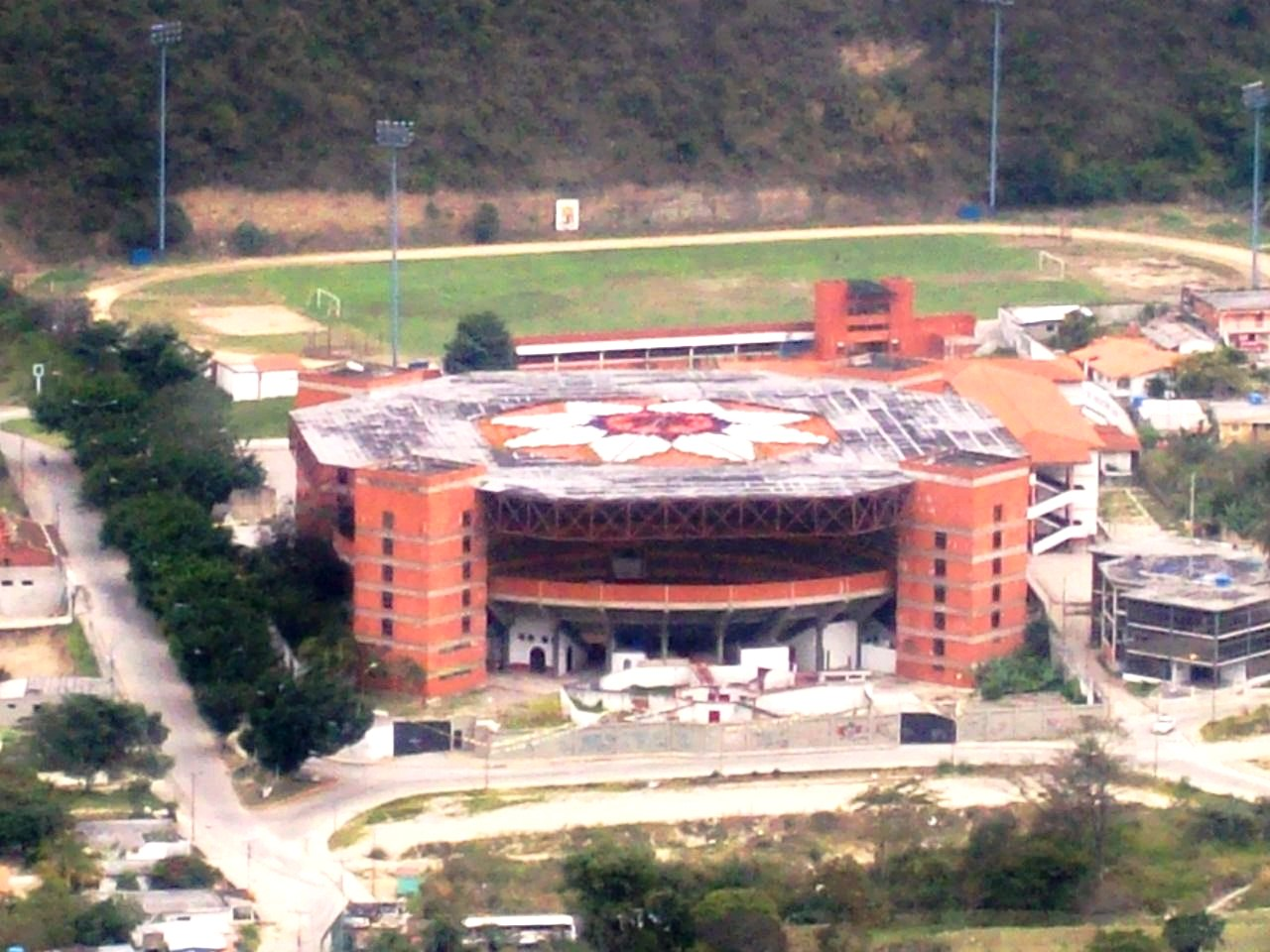
Vista de la Plaza de Toros y el Estadio Olímpico de Tovar

- El Monumento Natural “Meseta La Galera”: es una formación montañosa en forma de cerro plano tipo Tepuy de aproximadamente 1 km de largo, Tiene una superficie de 95 ha y con una altura de 1055 m s. n. m. en su punto más alto y 935 m s. n. m. en su punto más bajo ubicado entre las parroquias El Llano y Tovar en pleno casco urbano de la ciudad separando a esta del Río Mocotíes y el Cerro “Loma de La Virgen”, constituye una formación geológica de singular belleza y atractivo paisajístico dentro del área urbana, llena de verdor el cual es considerado como un importante pulmón de la ciudad. Fue decretado monumento natural de Venezuela por el entonces presidente de la república Carlos Andrés Pérez según DECRETO N.º 2352 de 5 de junio de 1992 y publicado en Gaceta Oficial N.º 4548 (Extraordinaria) de 26 de marzo de 1993 por ser Unidad geomorfológica depositada durante el cuaternario, de origen fluvial. En la actualidad la ilustre Universidad de los Andes plantea el proyecto de un parque ecoturístico de gran magnitud e impacto socioeconómico el cual permitirá a propios y extraños un paraíso de descanso en medio de un centro urbano que va en desarrollo cada vez más.[11]

- Páramo de Mariño: un punto turístico de gran importancia para la ciudad, dicha formación boscosa es compartida por 3 municipios del Estado Mérida y 2 municipios del estado Táchira, a Tovar le compete una zona de bellas montañas y de paisajes exuberantes donde ubicamos varias comunidades dedicadas a la agricultura, como también una formación lacustre del tipo laguna llamada por los suyos como “Laguna Blanca” ubicada a unos 2000 m s. n. m., esta actualmente fue recuperada por los organismos competentes del municipio dándole una forma de espejo debido al hermoso reflejo de la zona proyectado en este; junto a este se encuentra un parque recreativo de nombre “Parque Turístico Páramo de Mariño” y frente a este una cómoda posada llamada “La Montaña” la cual cuenta con amplios cuartos, restaurante, cancha de bolas criollas, mesas de pool y áreas de recreación

### Atractivos Arquitectónicos
- Santuario Diocesano de Nuestra Señora De Regla: icono importante de la vida espiritual de los Tovareños, Ubicada al frente de la Plaza Bolívar, esta primitiva Capilla se Inicia en febrero de 1772, siendo concluida en 1773, desde entonces ha pasado por una serie de remodelaciones debido a situaciones que estaban fuera de lo esperado como el terremoto de 1894. La majestuosidad del templo, sus profundas raíces históricas y de participación popular, hace que sea declarado Monumento Nacional en 1960, según Gaceta Oficial 2 de agosto, Numeral 26320.[12] Su estructura es de tipo Colonial con raíces barrocas la cual no se compara con ninguna en todo el país. Fue elevado a Santuario Diocesano el 8 de septiembre de 2010.

- La Plaza Bolívar: ubicada en el centro de la ciudad es un punto de encuentro y distracción para sus habitantes, se constituye de 3 niveles o terrazas cada una con un diseño diferente, posee una variedad de árboles entre los que destacan: el Tamarindus indica (Árbol de tamarindo), la Annona muricata (Árbol de Guanabana), el Erythrina poeppigiana (Bucare), el Cedrela odorata (Cedro Amargo), la Roystonea oleracea (Chaguaramo) y la Zeyheria tuberculosa (Árbol Cabeza de Mono), este último considerado el árbol simbólico de Tovar, y de especies animales como: la Iguana iguana (Iguana común), el Choloepus didactylus (Pereza de dos dedos), la Sciurus carolinensis (Ardilla arborícolas) y la Columba oenas (Paloma Zurita), esta última considerada el ave simbólico de Tovar, además de un escenario artístico, bancas de concreto, zonas verdes y una hermosa estatua del libertador hecha en bronce que junto a su espada cuida y vigila el templo de la virgen de regla ubicada al frente de este, aparte del Santuario en sus alrededores se encuentran el Ayuntamiento Municipal, la sede del Concejo Municipal, el comando de la Guardia Nacional Bolivariana, el radio-teatro, el Centro Cultural "Elbano Méndez Osuna", la extensión de la Universidad Nacional Abierta, la extensión de la Universidad de los Andes, la emisora de radio más importante de la región (Radio Occidente) y la Biblioteca pública “Julia Ruiz” ubicada en el sótano de la plaza.

- Complejo Cultural y Recreacional “Claudio Corredor Müller”: conformado por el Estadio Olímpico Municipal “Salomón Hayek”, la Piscina Olímpica “Teresita Izaguirre”, la Biblioteca de los niños actual infocentro y sede de Fundacite Mérida, el Anfiteatro Juan Eduardo Ramírez y la Plaza de Toros de Tovar también llamada “Coliseo el Llano” con capacidad para 9000 espectadores, esta última posee una gran importancia pues la ciudad cuenta con una gran afición taurina, además es la única plaza de toros techada de Venezuela y la tercera del mundo

### Atractivos Festivos
- Ferias y Fiestas en honor a la virgen de Regla: celebradas entre los meses de agosto y septiembre, siendo el día central el 8 de septiembre, son reconocidas por todo el país pues son las 2.as ferias más antiguas de Venezuela, sus flamantes corridas de toros destacan en el país pues “El Coliseo de Tovar” le abre las puertas taurinas de Venezuela a muchos toreros internacionales. También resalta la Carrera internacional del Burro “un evento sin precedentes”, la carrera de carruchas, el encuentro de sancocheros, la carrera del caucho y la presentación de artistas musicales de talla nacional e internacional.

- Festival Internacional Violín de los Andes: un evento de gala musical celebrado en el municipio, cada 2 años músicos criollos de toda la geografía nacional se reúnen en la Plaza Bolívar de Tovar en el mes de diciembre para concursar y compartir con el público su talento.

- Festival Nacional de Teatro: un joven evento logrado por el pueblo con las meta de saciar la sed cultural de los tovareños y recordarle al país la importancia artística de la ciudad, un encuentro de una de las expresiones artística más antigua del mundo en donde gran parte del país participa.

- Elección y coronación de la Reina de Tovar en honor a la Virgen de Regla celebrado desde 1939, el último viernes de agosto o primer viernes de septiembre de cada año, antes de la fiesta patronal, y que en el 8 de septiembre de 2020, fue declarado Patrimonio Cultural Intangible de la Tovareñidad, pues hasta el 2019, se cumplieron 80 años de tradición (1939-2019) y 50 años de coronación ininterrumpidos (1969-2019) siendo interrumpido en 2020 debido a la suspensión de la Feria, por esta razón se establece una comisión protectora del Patrimonio creando así la Fundación Organización Reinado de Tovar, que de inmediato abre la Escuela de Formación Integral de la Belleza Tovareña, para la formación a las candidatas, siendo evaluadas desde el primer día, así mismo por la Directiva de la Organización Reinado de Tovar cuyos puntos son sumados a la calificación del Jurado de la noche final, para elegir y coronar así a la Nueva Reina de Tovar, de las cuales hasta el 2024 se han tenido 74 reinas de Tovar en 85 años y 63 Ediciones, y más de 350 mujeres han participado en el certamen, desde 1992 se realiza desde el Coliseo el Llano de Tovar, es organizado por la Fundación Organización Reinado de Tovar, desde el 2022 en alianza con el Instituto Municipal de las Feria Internacional y Turística de Tovar, en honor a la virgen de Regla que pertenece a la Alcaldía del Municipio y Concejo Municipal, preparado por la Fundación Organización Reinado de Tovar  y apoyado por Alianzas Comerciales Tovareñas y de patrocinadores de la región, así como de las autoridades de Estado Bolivariano de Mérida, siendo el Reinado más antiguo de la Nación, y el apoyo de las Escuelas de Danzas locales y regionales, con base en el Acervo Cultural, la Filantropía en Labores Sociales, la belleza con proyección, teniendo como eslogan "Reinado de Tovar, Belleza y Tradición".
- "Evento Popular del Burro": este es un evento muy típico de la zona y que atrae a miles de personas de todo el país y del extranjero, se realiza cada año durante la temporada Ferial de Tovar entre los meses de agosto y septiembre. Incluye la famosa "Carrera internacional del Burro “un evento sin precedentes”.

- "Encuentro de Sancocheros": el evento gastronómico de las familias tovarenas se realiza cada año para los meses de agosto y septiembre. Se destaca entre los eventos Feriales de Tovar más concurridos.

- "Evento del Trompo": este tradicional evento infantil se realiza cada año en Tovar para la temporada de Semana Santa.

- "Juego de las Estrellas": evento popular que se realiza todos los 30 de diciembre de cada año en donde las grandes figuras del deporte Tovareño y Venezolano hacen gala junto a los clubes de Baseball y Softball de la zona.

- "Corrida de la Municipalidad": evento institucionalizado por el alcalde Lizandro Morales (2008-2012) para celebrar el aniversario de la creación de la antigua villa de Tovar, hoy Ciudad de Tovar, el 3.er domingo del mes de abril de cada año.

- "Corrida Navideña": evento institucionalizado por el alcalde Lizandro Morales que se realiza el domingo anterior al 24 de diciembre de cada año con el objetivo de recaudar fondos para obras benéficas de la ciudad.

- "Elección y Coronación de la "Niña Primavera"": Este evento es organizado por la Asociación Civil Danzas Mocotíes del Profesor Jesús (Chuchú) Cedeño, desde 1992, se realiza en la plaza de toros local como una manera de resaltar las habilidades y destrezas que tienen las niñas tovareñas cuyas edades oscilan desde los 6 hasta los 10 años, con un selecto jurado calificador que evalúa su belleza, inteligencia, gracia, ternura y sencillez.

- Elección y Coronación de la Reina de la Comunidad Sorda Mocotíes: un evento preparado por la Escuela de Sordos de Tovar del profesor Omero Sánchez, realizado por primera vez en 2013, y trata de dar oportunidad de participación a candidatas con discapacidad auditiva, en diferentes edades y categorías, donde el jurado trata de evaluar más allá de su belleza física, se toma en cuenta su capacidad intelectual, sus proyectos en pro de la comunidad sorda, y sus aportes sociales en beneficio colectivo, su propósito principal a diferencia de un certamen tradicional es: "belleza sin barreras con cerebro y corazón" y del cual han egresado muchachas al certamen de Liceos, instituciones, el Reinado de las Feria de Tovar y la Feria Internacional del Sol, siendo Tovar el único municipio en aportar tres mujeres sordas en toda la historia de la feria del sol.
- "Encuentro de Jugueteros": este evento ha sido muy intermitente, debido a la poca inversión estatal, sin embargo desde su primera edición en el año 2007, se ha logrado desarrollar 3 ediciones hasta el presente, cambiándose su fecha del mes de diciembre cuando fue la primera edición, a Semana Santa.

- "Feria Agropecuaria": este atractivo agroturístico se realiza cada año durante la celebración de las Ferias y Fiestas en honor a la virgen de Regla.

- "Desfile de Carnaval": celebrado todos los años, evento organizado por el Distrito escolar #04 y la Alcaldía del Municipio.

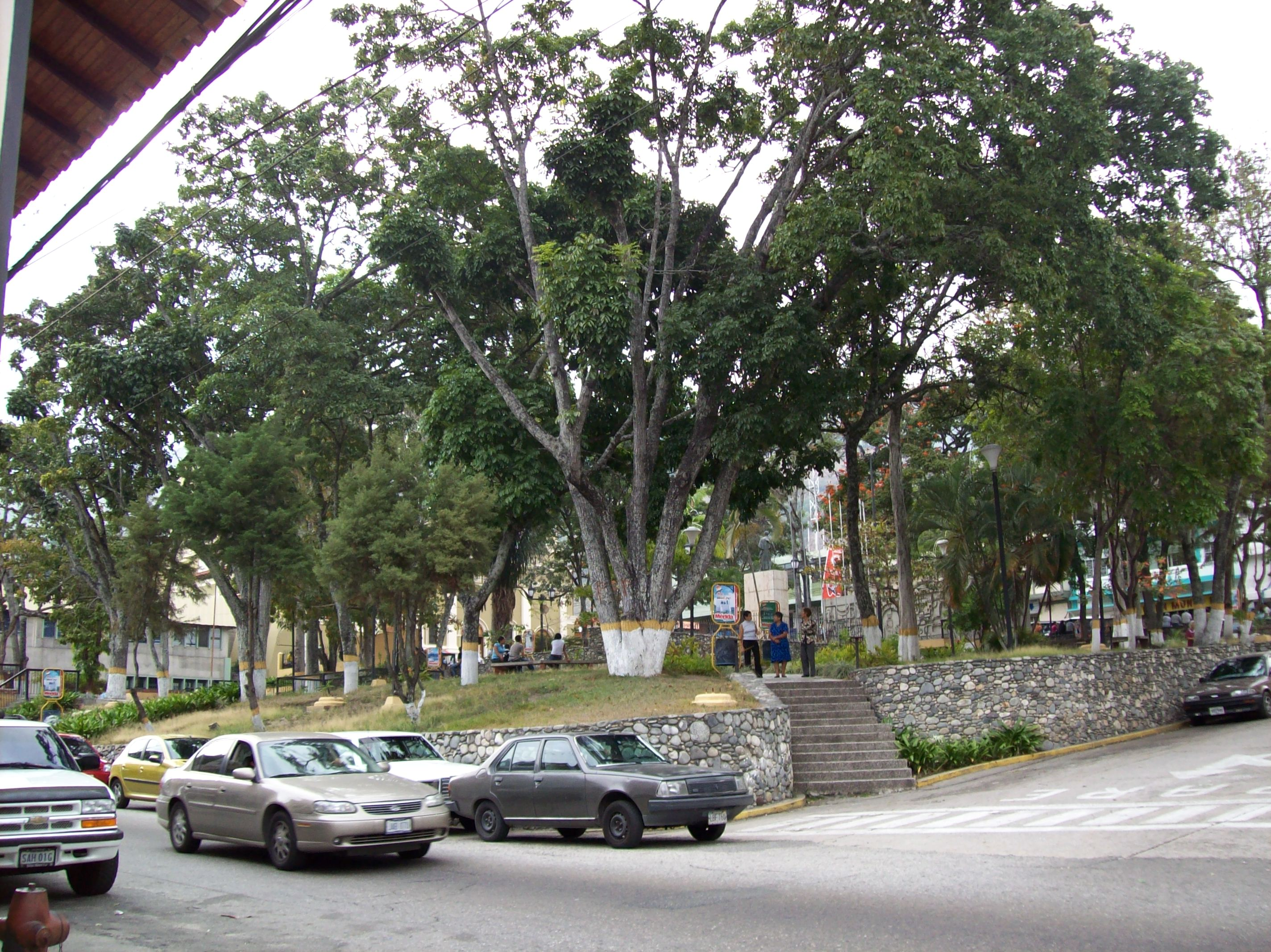
Vista de la Plaza Bolívar de Tovar

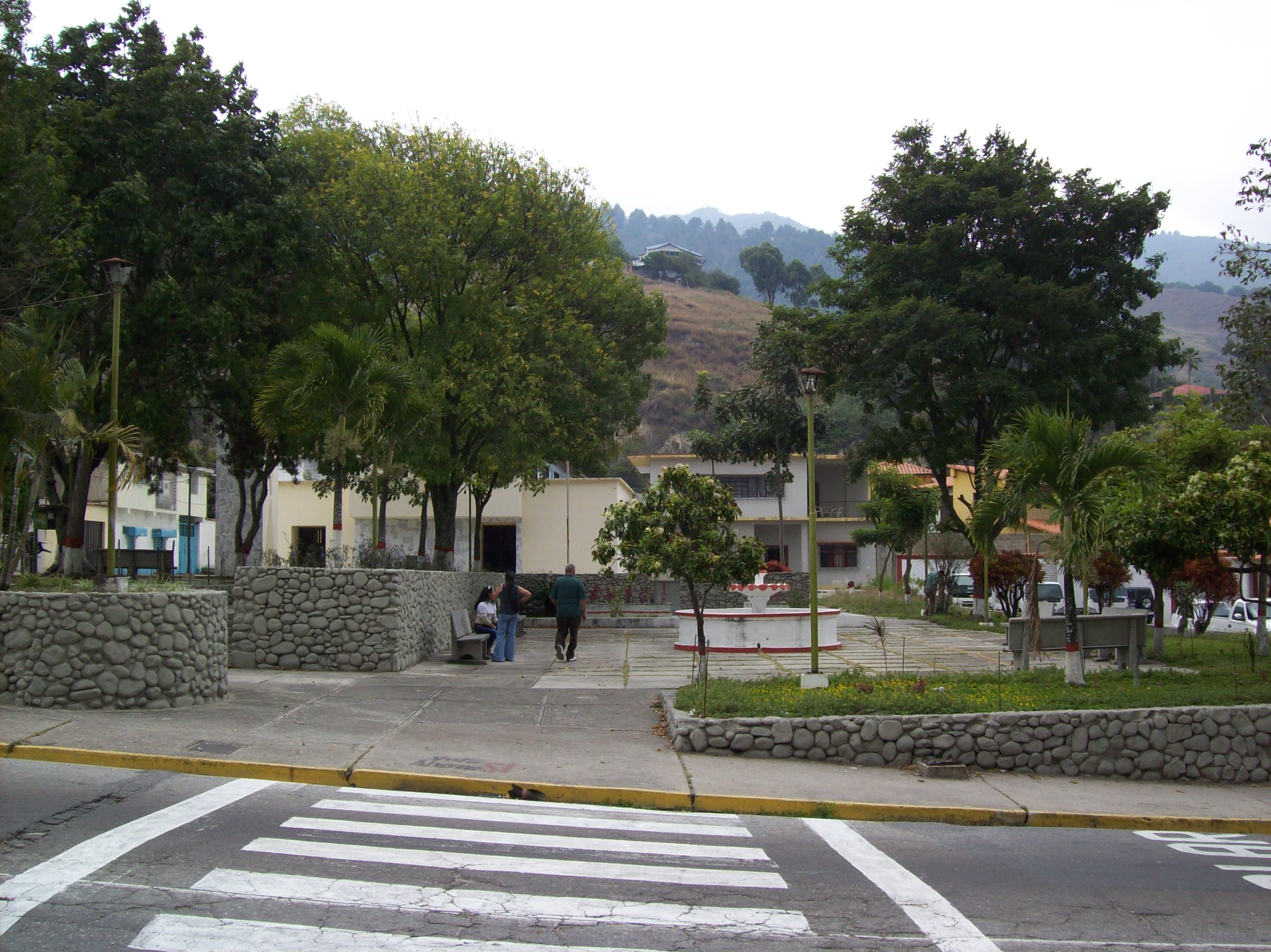
Vista de la Plaza sucre, Av. Táchira

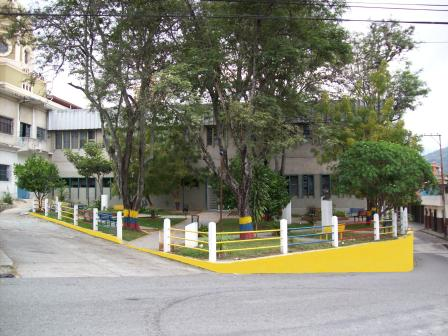
Entrada posterior al Centro Cultural Elbano Méndez Osuna, homenaje a Claudio Vivas, Gian Domenico Puliti y José Berti

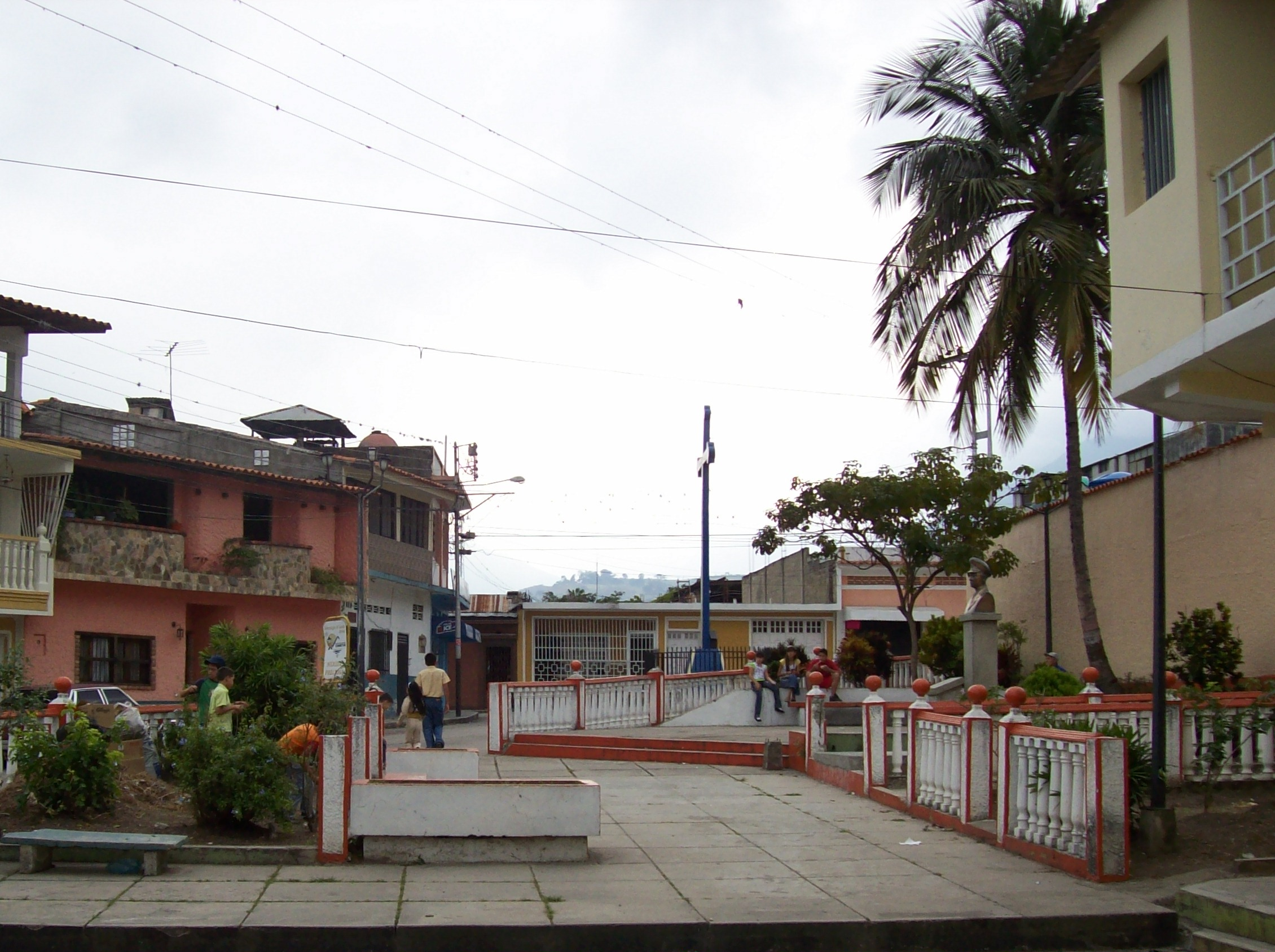
Plaza Wilfrido Omaña Frente a la Iglesia del Perpetuo Socorro

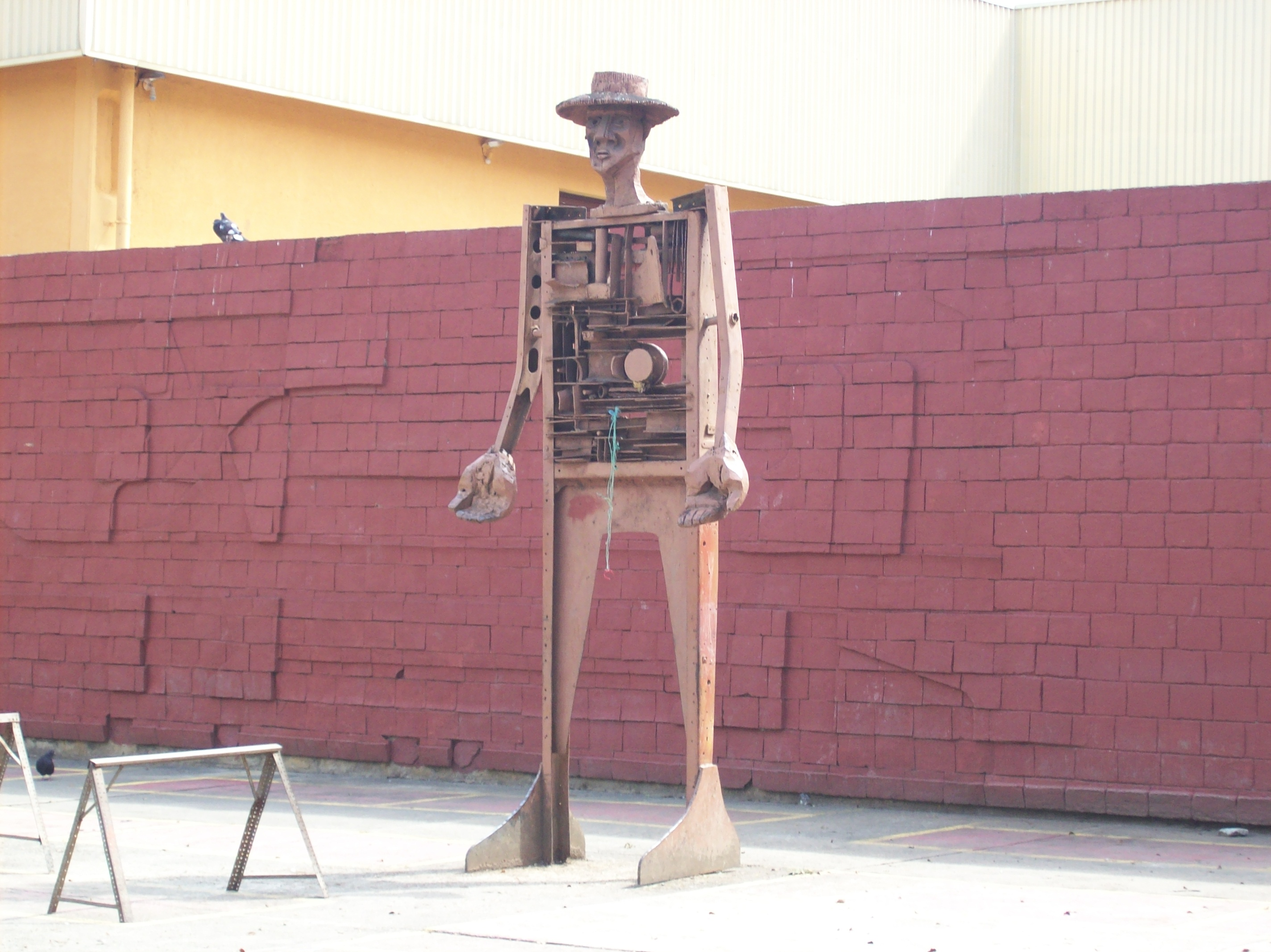
Monumento al Campesino: Centro del Mercado Municipal de Tovar

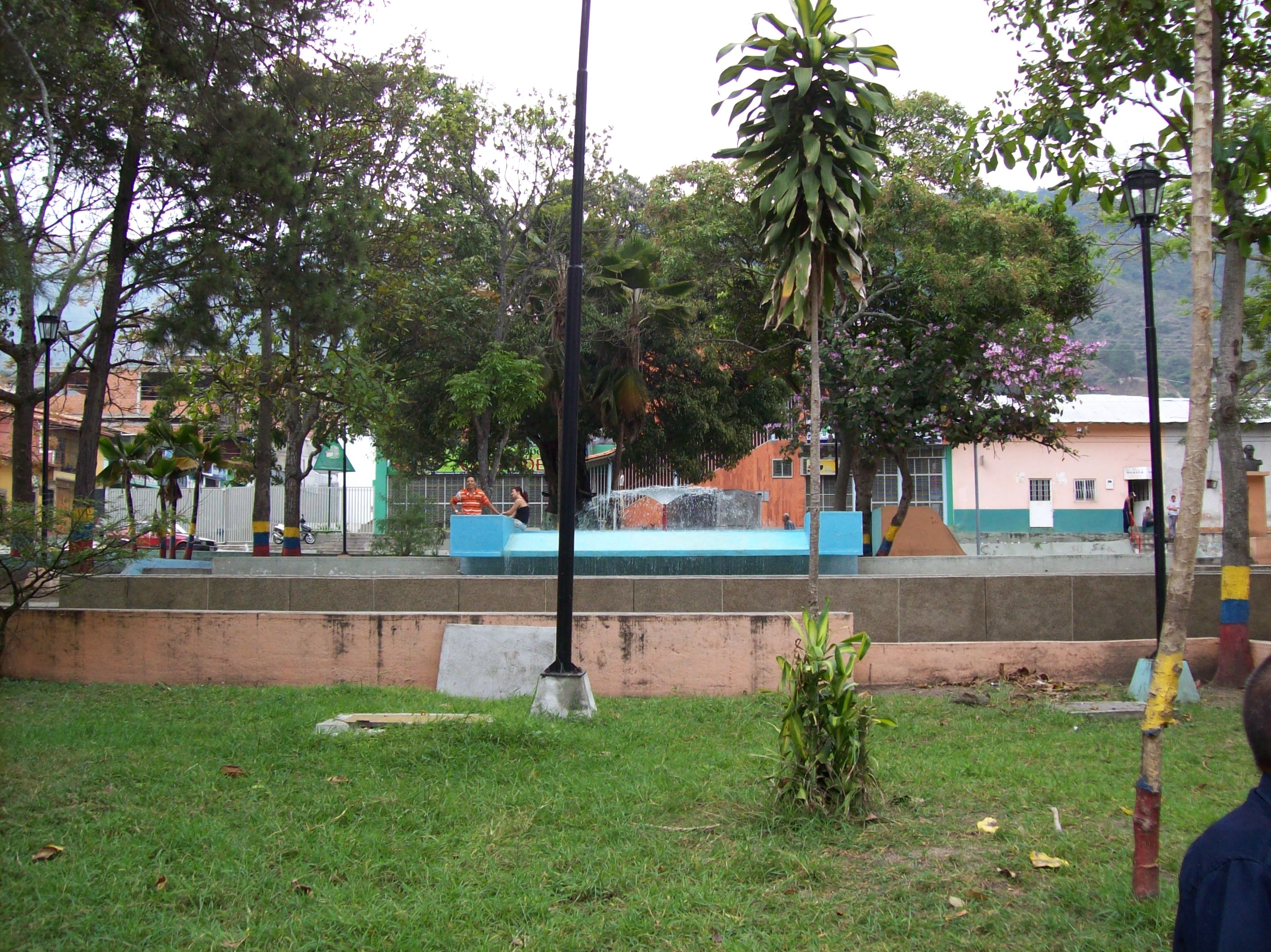
Vista de la Fuente del parque, en homenaje a la Batalla del Campo de Carabobo

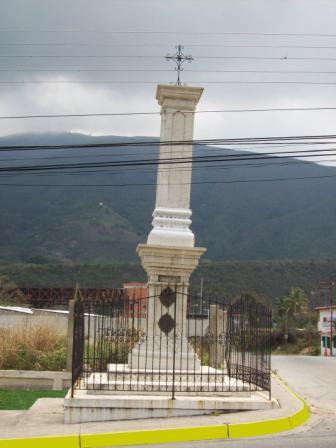
Vista del Monumento a los Tovareños que lucharon en el Campo de Mariño durante la Revolución Restauradora

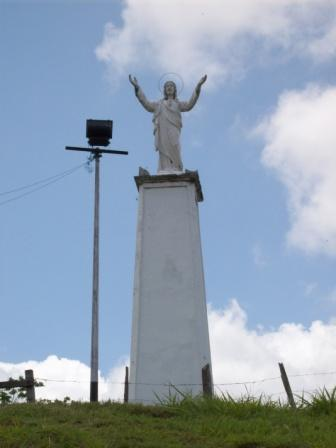
Monumento al Sagrado Corazón de Jesús en la cima de la Meseta La Galera, 12 m de alto y a 1055

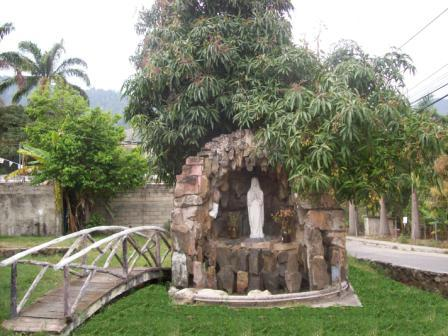
Altar de la Virgen de Fátima, hecha por la familia Vivas.

### Plazas, parques, paseos y sitios de interés
- Plaza Bolívar de Tovar: Dirección: Centro de Tovar, entre Carreras 3 y 4, al final de la Avenida Cristóbal Mendoza

- Plaza Sucre o Plaza "El Llano": Dirección: Av. Táchira frente a la Iglesia de Nuestra Sra. de Fátima.

- Plaza "Wilfrido Omaña": Dirección: Redoma del barrio Wilfrido Omaña frente a la Iglesia de Nuestra Sra. del Perpetuo Socorro.

- Plaza Bolívar de San Francisco: Dirección: Carretera principal de San Francisco, vía al Municipio Guaraque, frente a la Iglesia de San Francisco de Asís.

- Plaza Bolívar de "San Pedro": Dirección: calle principal la Aldea de San Pedro frente a la Iglesia Homónima.

- Plaza Bolívar de "El Amparo": Dirección: Carretera principal de El Amparo vía al Municipio Zea, frente a la Iglesia de la localidad.

- Plaza de los Escritores Tovareños: Dirección: Esquina de la carrera 3 con Av. Claudio Vivas, detrás del Centro Cultural "Elbano Méndez Osuna".

- Plaza de La Municipalidad: Dirección: Carrera 4.ª pasos antes del C.C. Las Gardenias sector el puente.

- Plaza del Campesino: Dirección: Avenida Cristóbal Mendoza entre el Mercado Municipal y el Terminal de Pasajeros.

- Plazoleta General "José Maria Méndez": Dirección: final de la Avenida Cipriano Castro, calle principal de la Urb. La Vega, al lado del Estadio de Baseball "Julio Santana de León".

- Plazoleta "Monseñor Moreno": Dirección: calle Principal del Barrio Monseñor Moreno frente a la Capilla del Barrio.

- Plazoleta "Domingo Alberto Rangel": Dirección intersección de las Avenidas Domingo Alberto Rangel y Johan Santana con la calle 16.

- Parque Carabobo: Dirección: Sector el Añil entre Carreras 3 y 2 entre calles 3 y 2 frente a la Cooperativa Corandes.

- Parque "Las Colinas": Dirección: Intersección de la calle Principal del Sector Las colinas con la Vía al Sector Los Limones.

- Parque de Bolsillo: Dirección: Redoma del barrio Wilfrido Omaña detrás de la Iglesia de Nuestra Sra. del Perpetuo Socorro.

- Parque "La Vega": Dirección: Prolongación de la Avenida Cipriano Castro, frente a la Urb. La Vega.

- Parque "Cristo Rey": Dirección: Av. Domingo Alberto Rangel detrás del Colegio La Presentación.

- Parque Turístico y Recreacional "Páramo de Mariño": Dirección: Carretera Principal de la Aldea de Mariño.

- Bulevar "Andrés Eloy Blanco": Dirección: final de la Avenida Cipriano Castro, calle principal de la Urb. La Vega, al lado del Estadio de Béisbol "Julio Santana de León".

- Redoma "Brisas del Mocoties": Dirección: Avenida Cipriano Castro, calle principal del Barrio Brisas del Mocoties, Vía al Gimnasio Cubierto "Mons. Púlido Méndez".

- Redoma "La Jaula": Dirección: Avenida Cipriano Castro con Intersección de la Carrera 3, entrada a la Ciudad de Tovar.

- Monumento a la Batalla de Tovar: Dirección: Av. Táchira, entrada al Complejo Cultural y Recreativo “Claudio Corredor Muller".

- Monumento Natural Meseta "La Galera": Dirección: entre parroquias Tovar y El Llano.

- Monumento al "Cristo Rey": Dirección: cima de la Meseta la Galera.

- Monumento al "Toro de Lidia": Dirección: en la plazoleta frente a la Plaza de Toros Coliseo El Llano.

- Gruta Virgen del Carmen: existen 2 paradas con este mismo nombre. Dirección:

- Plazoleta homenaje al estudiante": Dirección: en una de las entradas a Tovar frente a Cucuchica.

-Avenida Táchira con intersección de la calle Principal del Sector Los Naranjos.
-Final de la calle Principal del Sector Vista Alegre y Comienzo de la Carretera Tácarica-San Francisco-Guaraque.
- Gruta de la Virgen de Fátima: Dirección: Sector La Terraza, Avenida Táchira con intersección de la Vía al Barrio Los limones, al lado de la estación de servicio La Terraza.

- Gruta de la Inmaculada Concepción: existen 2 paradas con este mismo nombre. Dirección:

-Intersección de la entrada al Barrio Bicentenario con Carrera 3.
-Vía a la Aldea de Buscatera.

## Sistema de Salud
El Municipio Autónomo de Tovar por ser jurisdicción del estado Mérida cuenta con un accesible sistema al sector salud, el cual es encabezado por la Corporación de Salud del estado Mérida CORPOSALUD, el cual a su vez se subordina en distritos Sanitarios; Tovar por su parte constituye la cabecera del "Distrito Sanitario Tovar", junto con los Municipios Rivas Dávila, Zea, Antonio Pinto Salinas y Guaraque.
Tovar cuenta con una modesta pero eficiente red de salud pública y Privada, encabezada por el Hospital tipo II "San José", en donde funciona la jefatura del Distrito Sanitario Tovar, así como las coordinaciones de Epidemiología y malariología, de igual manera cuenta con una de las 3 unidades de Medicina Forense del estado.
Organización del Sector Salud
- Hospital tipo II "San José"

- Centro de Diagnóstico Integral "Gian Domenico Pulíti"

- Sala de Rehabilitación Integral "Don Pedro Gil"

- Centro de Rehabilitación y Desintoxicación

- Ambulatorio Urbano tipo I "Centro de Atención Integral"

- Ambulatorio Urbano tipo I "Las Acacías"

- Ambulatorio Rural tipo II San Francisco

- Ambulatorio Rural tipo II El Amparo

- Ambulatorio Rural tipo II El Peñón

- Ambulatorio Rural tipo I Pata de Gallina

- Ambulatorio Rural tipo I San Pedro

- Ambulatorio Rural tipo I El Carrizal

- Ambulatorio Rural tipo I Mariño

- Unidad Médica-Odotológica "Tovar" del IPASME Nacional (solo Consultas)

- Clínica Roa (Privado) (Hospitalización)

- Centro de Especialidades Médicas C.A. (Privado) (Hospitalización)

- Policlínica Tovar (Privado) (Hospitalización)

- Centro Médico Profesional "Sabaneta" (Unidad de diálisis)

- Centro de Imagenología "El Arado"

- Clínica Santa Marta

- Clínica San Martín de Porras

## Servicios Públicos
El Municipio Tovar es sede de diferentes instituciones que prestan servicios públicos a los residentes de esta jurisdicción, así como a los pobladores de los municipios vecinos de Municipio Rivas Dávila, Municipio Antonio Pinto Salinas, Municipio Guaraque y Municipio Zea, al ser el centro urbano más importante del Valle del Mocotíes, entre estos servicios se pueden nombrar:

### Servicios Públicos Básicos
- Oficina de Cobro de Corpoelec.
- Departamento de Mantenimiento de Corpoelec.
- Subdelegación "Valle del Mocotíes" y "Pueblos del Sur" de Aguas de Mérida.
- Oficina Administrativa de Tovar Gas.
- Oficina Administrativa de Horacio Gas.
- Oficina Administrativa de Sabaneta Gas.
- Oficina Administrativa de PDVSA-Gas Comunal.

### Telecomunicaciones
- Oficina de Cobro de CANTV.
- Oficinas de promoción y venta de Movilnet.
- Agentes Autorizados Movistar.
- Agentes Autorizados Digitel.
- Oficinas de Cobro, Promoción y venta de Tovarsat C.A. (televisión por suscripción).
- Oficinas de Cobro, Promoción y venta de Parabólicas Tovar. (televisión por suscripción).
- Oficina Postal "Valle del Mocotíes" de Ipostel.
- Oficina Postal de Zoom.
- Oficina Postal MRW.

### Seguridad Ciudadana
- Guarnición de la Guardia Nacional Bolivariana.
- Subdelegación Tovar del Cuerpo de Investigaciones Científicas, Penales y Criminalistícas (CICPC-Mérida).
- Sub-comisaría #05 de la Policía Regional del Estado Mérida.
- Estación de Bomberos #03 del Estado Mérida.
- Oficina del Instituto Nacional de Tránsito Terrestre y Transporte (INTT).
- Oficina Mocotíes del Instituto de Protección Civil y Administración de Desastres del Estado Mérida (INPRADEM).
- Destacamento del Grupo Nacional Antiextorsión y Secuestro (GAES).
- Destacamento de la Policía Nacional Bolivariana (Proyectándose).
- Oficina Tovar del Servicio Bolivariano de Inteligencia (SEBIN) (Proyectándose).

### Registro, Identificación y Extranjería
- Sede del Servicio Autónomo de Identificación, Migración y Extranjería (SAIME).

### Entidades Bancarias
- Banco Provincial BBVA: Av. Claudio Vivas esquina de la calle José María Méndez.
- Banco Universal Bicentenario: calle 5 entre carreras 4 y 5.
- Banco SOFITASA: carrera cuarta esquina de la calle 8.
- Banco del Sur: carrera cuarta esquina de la calle 9.
- Banco Mercantil: Av. Cristóbal Mendoza esquina de la calle José María Méndez.
- Banco de Venezuela: Av. Táchira entre calles 11 y 12.

## Medios de comunicación Municipales
Radio 
| Dial (FM) | Emisora y Circuito | Género      |
| --------- | ------------------ | ----------- |
| 92.1      | Valle La Tovareña  | Chavista    |
| 95.1      | Restauración       | Religiosa   |
| 98.9      | Más Network        | Variada     |
| 100.7     | La Watson          | Variada     |
| 102.1     | Galera             | Underground |
| 103.3     | Sureña Estéreo     | Variada     |
| 104.9     | Mocoties           | Variada     |
| 106.1     | Hot Music          | Variada     |

| Dial (AM) | Emisora y Circuito                             |
| --------- | ---------------------------------------------- |
| 1100      | Radio Occidente (Pionera de la radio tovareña) |

 Televisión 
| Nombre                      | Lema              | Canal   |
| --------------------------- | ----------------- | ------- |
| Magia TV (Magia Televisión) | "En todo Momento" | Canal 3 |

| Nombre                                          | Lema                              | Canal   |
| ----------------------------------------------- | --------------------------------- | ------- |
| Tovareña de television (Tovareña de Television) | "El canal de todos los Tovareños" | Canal 4 |

## Casas de Estudios

### Nivel primario, secundario y diversificado
| - Liceo Bolivariano "José Nucete Sardí" - Liceo Bolivariano "Félix Román Duque" - Liceo Bolivariano "Ezequiel Zamora" - Liceo Bolivariano "San Francisco" - Colegio "La Presentación" - Colegio "Fé y Alegría" - Escuela Técnica Robinsoniana "Genoveva Montero de Vega" - Escuela Bolivariana "Claudio Vivas" - Escuela Bolivariana "Ananias Avendaño" - Escuela Básica "Coronel Antonio Rangel" - Escuela Básica "Matias Codinas" - Escuela Básica "Monseñor Moreno" - Escuela Básica "Monseñor Chacón" | - Escuela Básica "Llano Alto" - Escuela Básica "Villa Dignidad" - Escuela Básica "Tomas Labrador" - Escuela Básica "Jacinto Mora" - Escuela Básica "San Francisco" - Escuela Básica "Gonzalo Picon" - Escuela Básica "El Cacique" - Escuela Básica "La Armenia" - Escuela Básica "San Pedro" - Escuela Básica "Loma de la Virgen" - Escuela Básica "Pata de Gallina" - Escuela Básica "Mariño" - Escuela Básica "El Carrizal" - Escuela Básica "Santa Bárbara" |

### Nivel Universitario
- Universidad de Los Andes: Núcleo Universitario "Valle del Mocotíes"[17]
- Universidad Nacional Abierta: Unidad de Apoyo Tovar
- Universidad Nacional Experimental Politécnica de la Fuerza Armada Bolivariana: Extensión Tovar
- Universidad Bolivariana de Venezuela: Extensión del Municipio Tovar
- Universidad Deportiva del Sur
- Instituto Universitario Santiago Mariño
- Universidad Politécnica Territorial de Mérida: Extensión Tovar

### Educación Especial y escuelas para Sordos
- Instituto de Educación Especial Bolivariano "Jesús Albeiro Ramírez Bustamante", ubicado en la Urbanización Cristo Rey.
- Taller de Educación Laboral "Elvis de Jesús Aponcio", ubicado en El Rosal.
- Instituto de Educación Especial Estadal "Juan Eduardo Ramírez Roa", ubicado en la Avenida Perimetral Cipriano Castro.
- Centro de Atención Integral al Deficiente Visual  (CAIDV) "Juan Pablo II", ubicado en la Avenida Perimetral Cipriano Castro.
- Equipo de Integración Social "Félix André Tamayo Rojas", ubicado las instalaciones del Liceo Bolivariano "Félix Román Duque" Avenida Claudio Vivas.
- Unidad Psicoeducativa "Profesora Dulce Guerrero", ubicado en la escuela Claudio Vivas, sector Alberto Carnevalli de Sabaneta.
- Unidad Municipal de Atención a Personas con Discapacidad, UMPDIS; depende del Concejo Nacional para la Atención a Personas con Discapacidad y está ubicada en el Edificio de la Alcaldía del Municipio Tovar.
- Escuela para Sordos de Tovar o Comunidad Sorda Tovar Mocotíes: es un complejo de instituciones aglomeradas en pro del desarrollo educativo y formativo de las personas sordas en los diferentes modalidades y niveles de la educación, desde inicial hasta universitario y capacitación laboral, ubicada dentro de las Instalaciones del Liceo Bolivariano "Félix Román Duque" para preparación de Bachillerato Félix Román Duque (estudiantes regulares), o mediante las Misiones Educativas, Sistema de educación de adultos, ( Misión Ribas, Unidad Educativa Radio Occidente) y Universitarios a través de la UPTM comunidades de aprendizaje con el profesor Omero Sánchez como tutor, el aula de atención al Sordo en edades de inicial y básica se encuentra en la Escuela Bolivariana "Coronel Antonio Rangel" bajo la atención de la profesora Melyuis Mendoza

## Casas y Centros Culturales

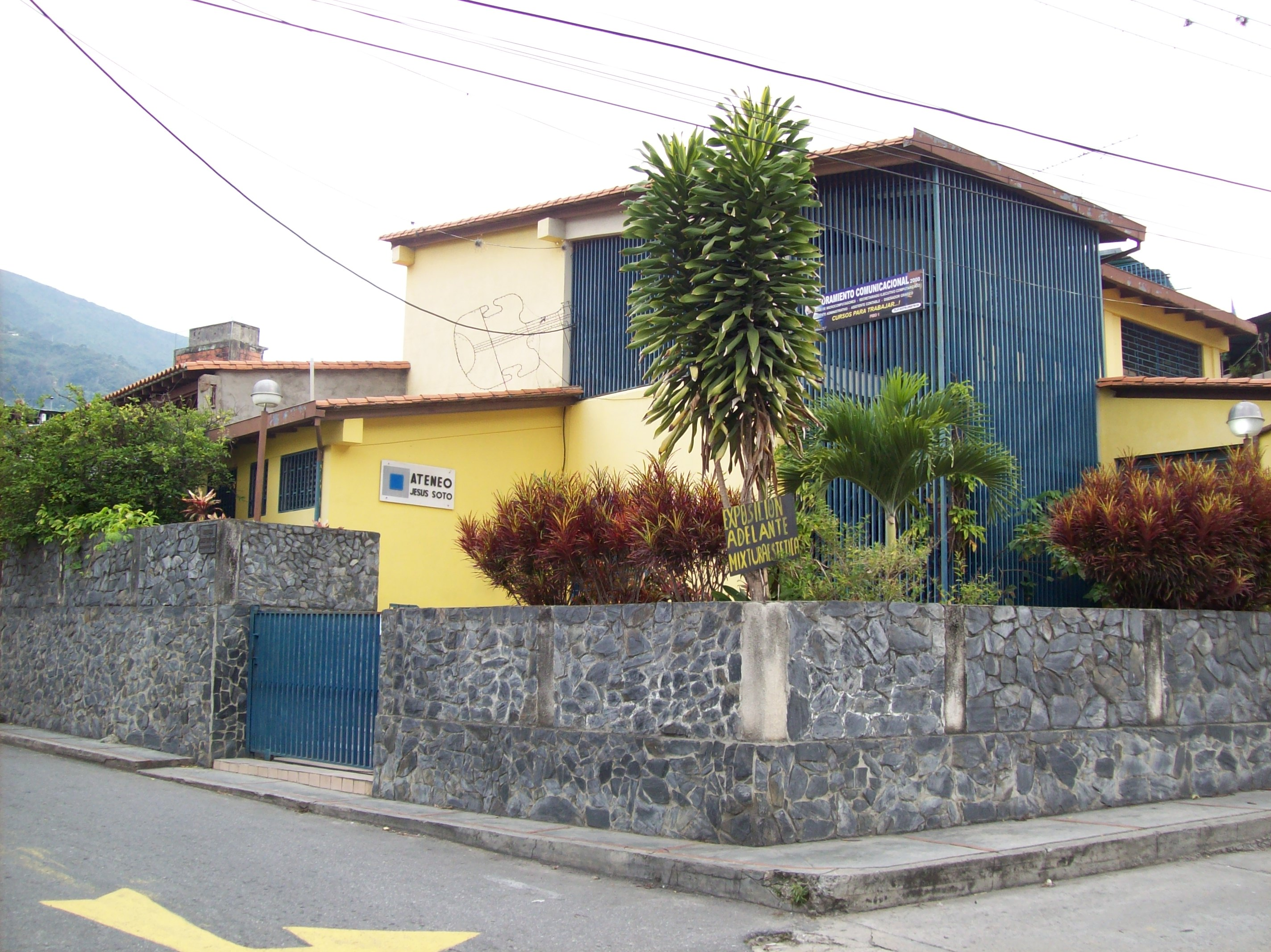
Vista del Ateneo "Jesús Sóto" de Tovar edo. Mérida

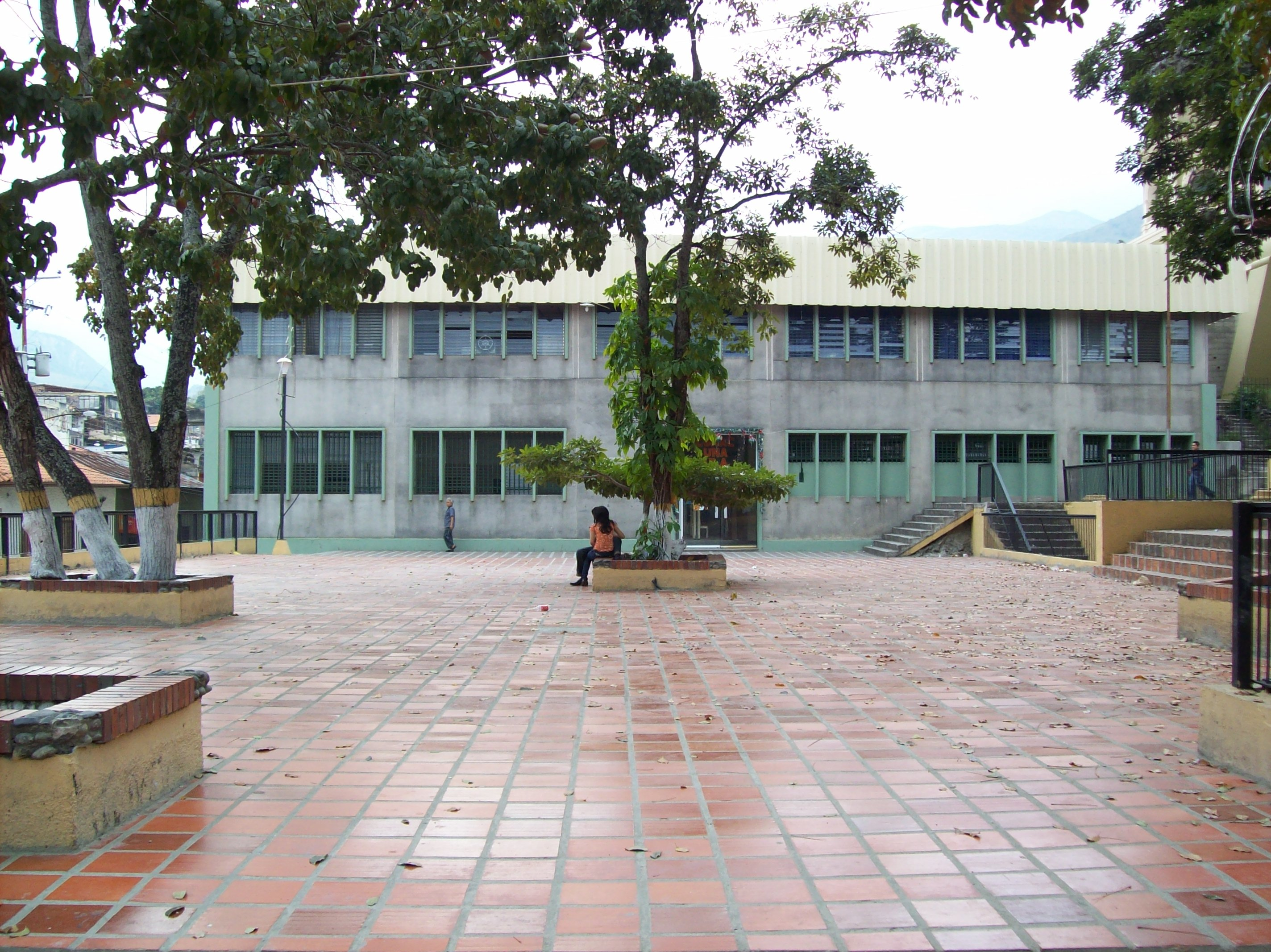
Centro Cultural "Elbano Méndez Osuna": Sede del Núcleo Universitario "Valle del Mocotíes" de la Universidad de Los Andes

- Ateneo "Jesús Soto": en este recinto se dan vida una serie de expresiones artísticas del país como lo son el teatro, la pintura, la escultura, la danza, el canto, entre otras. Cuenta con 2 pisos, en la planta baja ubicamos la sala de exposiciones "El Altillo" y la sala de Usos múltiples o sala de Presentaciones "Cruz Diez" y Tarima "Juan Ramón Suárez", esta última forma parte de la red de Espacios Culturales del Estado Mérida. Dirección: Carrera 2 con Pasaje "Cruz Diez"

- Centro Cultural "Elbano Méndez Osuna": antiguo Mercado municipal, este espacio construido hace más de 30 años durante la gestión del entonces Gobernador Mérideño de procedencia Tovareña Dr. Rigoberto Henrique Vera; durante muchos años funcionó la sede del Consejo Nacional de Cultura "CONAC", hoy día presta servicios para el Núcleo Universitario "Valle del Mocotíes" de la Universidad de los Andes, como también para la Oficina de Apoyo Tovar de la Universidad Nacional Abierta, La Fundación de Artes Escénicas "Giandomenico Puliti" y la Fundación "Festival del violín de los Andes". Consta de 2 pisos con instalaciones de: Sala de informática, Sala de exposiciones "Juan Alí Méndez", salón de Danza, salón de cerámicas, salón de pintura, patio central, salones de clases, oficinas y baños. Dirección: carrera 3 al lado del Santuario Diocesano Ntra. Sra. De Regla

- Fundación Ruta del Arte "Casa de Caro": Construida en el año 1876. La edificación cuenta con dos niveles en esquina, de planta rectangular con muros portantes de tapia, corredores en "U", con pies derechos y zapatas molduradas en madera en torno a un patio. Galería superior con pies derechos y zapatas de madera apoyada en un entrepiso de madera, se accede a través de una escalera de madera localizada en un ángulo del patio. Fachada bifronte de dos niveles, la principal sobre la calle 5.ª definida por sucesión de vanos rectangulares con cerramientos de madera, en el nivel superior balcones con barandillas de hierro. La fachada sobre la calle 7 presenta vanos rectangulares con cerramientos de madera, destaca el portón caballero que da acceso a un zaguán que cierra al fondo con un entreportón o romanilla. Dirección: carrera 5 con calle 7, una cuadra más arriba de La Catedral Ntra. Sra. De Regla

- Museo de Arte de Tovar: ubicada en la Torre Norte de la Plaza de Toros de Tovar cuenta con 6 pisos donde se exponen obras representativas del Arte Moderno local, regional, nacional e internacional. Su función se basa en la culturalización y educación del pueblo Merideño. Dirección: Avenida Mons. Paparoni torre Norte del Complejo Cultural y Recreativo “Claudio Corredor Muller”.

- Museo Histórico Taurino de Tovar: inaugurado en el año 2012, como antesala a la 169.ª Feria Internacional de Tovar en honor a la Virgen de Regla. Dirección: Avenida Mons. Paparoni, nivel patio de la Plaza de Toros de Tovar.

- Edificio Don Emilio Muñoz: sede de la prestigiosa Banda Municipal de Tovar, cuyo nombre es homenaje al Talentoso Músico Tovareño Emilio Muñoz, ubicada en la esquina de la Carrera 5.ª con calle 5

- Conservatorio Musical Emilio Muñoz: Sede la Orquesta Sinfónica Juvenil e Infantil Núcleo Tovar, que a su vez conforma la Orquesta Sinfónica del Estado de Mérida. Dirección: Avenida Mons. Paparoni torre Este del Complejo Cultural y Recreativo “Claudio Corredor Muller”.

- Biblioteca Pública "Julia Ruíz": ubicada en el sótano de la Plaza Bolívar principal del municipio, única en su estilo en todo el estado Mérida.

- Biblioteca Pública "Las Acacias": ubicada dentro del Ambulatorio Urbano tipo I "Las Acacias", el cual se encuentra en una zona popular del mismo nombre en la ciudad de Tovar.

- Galería de Arte y Café Mocca: Dirección: Esquina de la Carrera 4 con calle 5 una cuadra antes de la Plaza Bolívar de Tovar.

- Galería de Arte y Atelier "Jean Pierre": Dirección: Avenida Monseñor Paparoni frente al estacionamiento del Complejo Cultural y Recreativo “Claudio Corredor Muller”.

## Infraestructura Deportiva

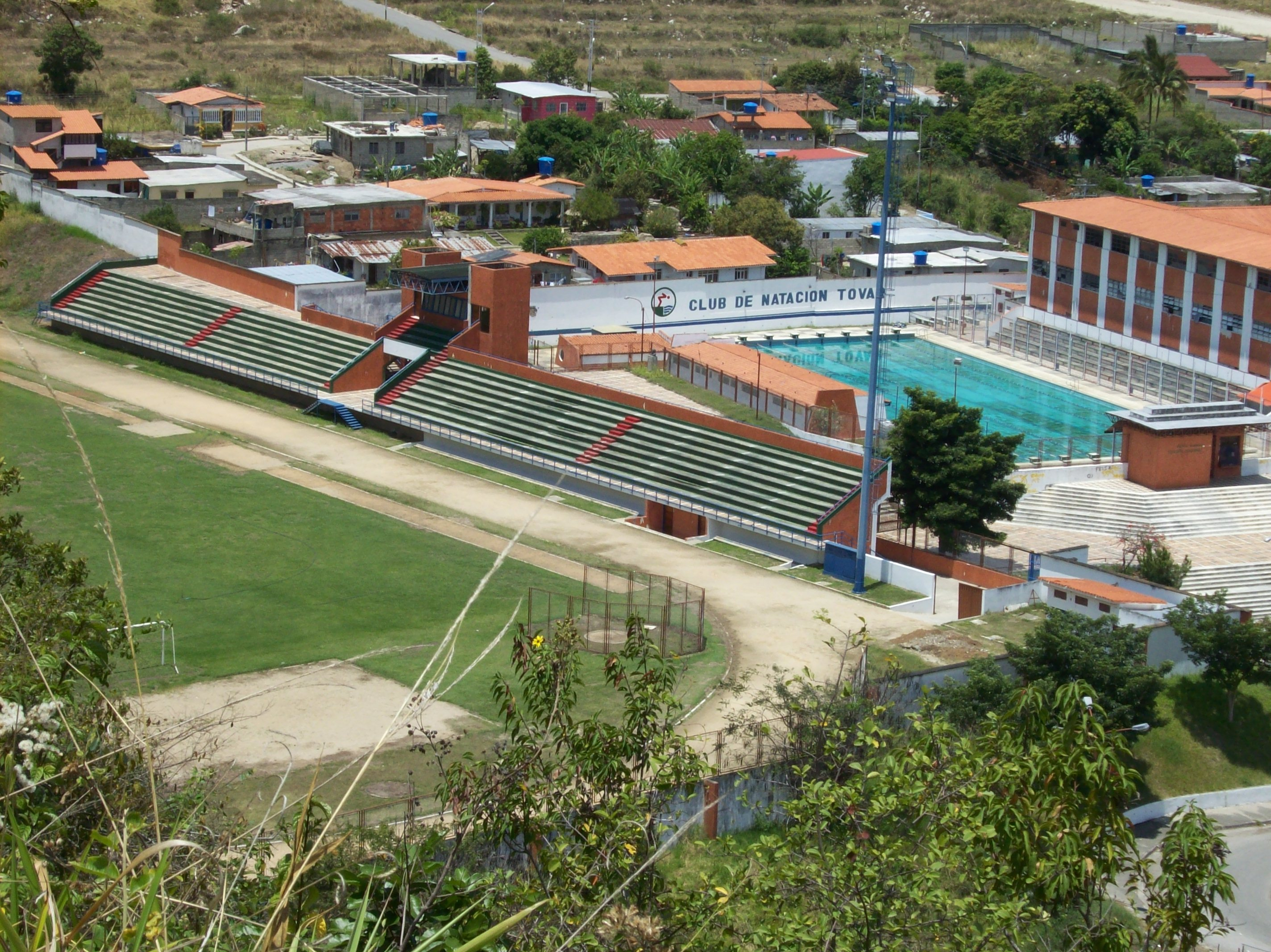
Vista del Estadio Olímpico "Ramón Chiarelli Díaz" y de la Piscina Olímpica "Teresita Izaguirre" desde La Galera

- Estadio Olímpico Municipal "Salomón Hayek": inaugurado inicialmente bajo el epónimo de Ramón Chiarelli Díaz, en 2016 bajo la gestión del Abogado César Alarcón presidente de COREMER y por decreto de la Gobernación del estado Mérida se cambia el epónimo a Salomón Hayek, homenaje en vida a un gran patriarca del balompié en Tovar; esta pequeña pero muy concurrida infraestructura deportiva fue inaugurada el 20 de agosto de 1993 bajo el Gobierno del entonces Ejecutivo Regional Dr. Jesús Rondón Nucete, cuenta con una gradería de capacidad para 1000 personas pero se ha registrado hasta un máximo de 3000, de igual manera posee una pista Atlética de 6 carriles y un imponente campo de Fútbol con las medidas reglamentarias según la FIFA.[18] Ed la sede del equipo de 3.ª división Tovar F.C., de igual manera presta servicios a la Escuela de Fútbol menor "Salomón Hayek",a la que perteneció José Luis Castro Angulo mediocampo de la selección juvenil de Tovar y exjugador de real Juventus y U.L.A FC; actualmente de profesión Economista y residiendo en Caracas; a la escuela municipal de Atletismo y a los estudiantes de las carreras de "Educación mención: Educación Física, deportes y Recreación" de la Universidad de Los Andes y "Actividad Física y Salud" de la Universidad Iberoamericana del Deporte. Ha sido escenario de importantes eventos Musicales como la Elección de la Reina de las Ferias y Fiestas Tovar 2007 y los eventos benéficos de la Fundación Johan Santana, en los Cuales se han presentado Artistas de la Talla de Desorden Público, Jean Carlos Centeno, calle Ciega, Pastor López, El Binomio de Oro de América, Chino & Nacho, Los Rebeldes del Swing, Luis Silva, Los Diablitos del Vallenato, Omar Geles, Wepa G, entre otros.

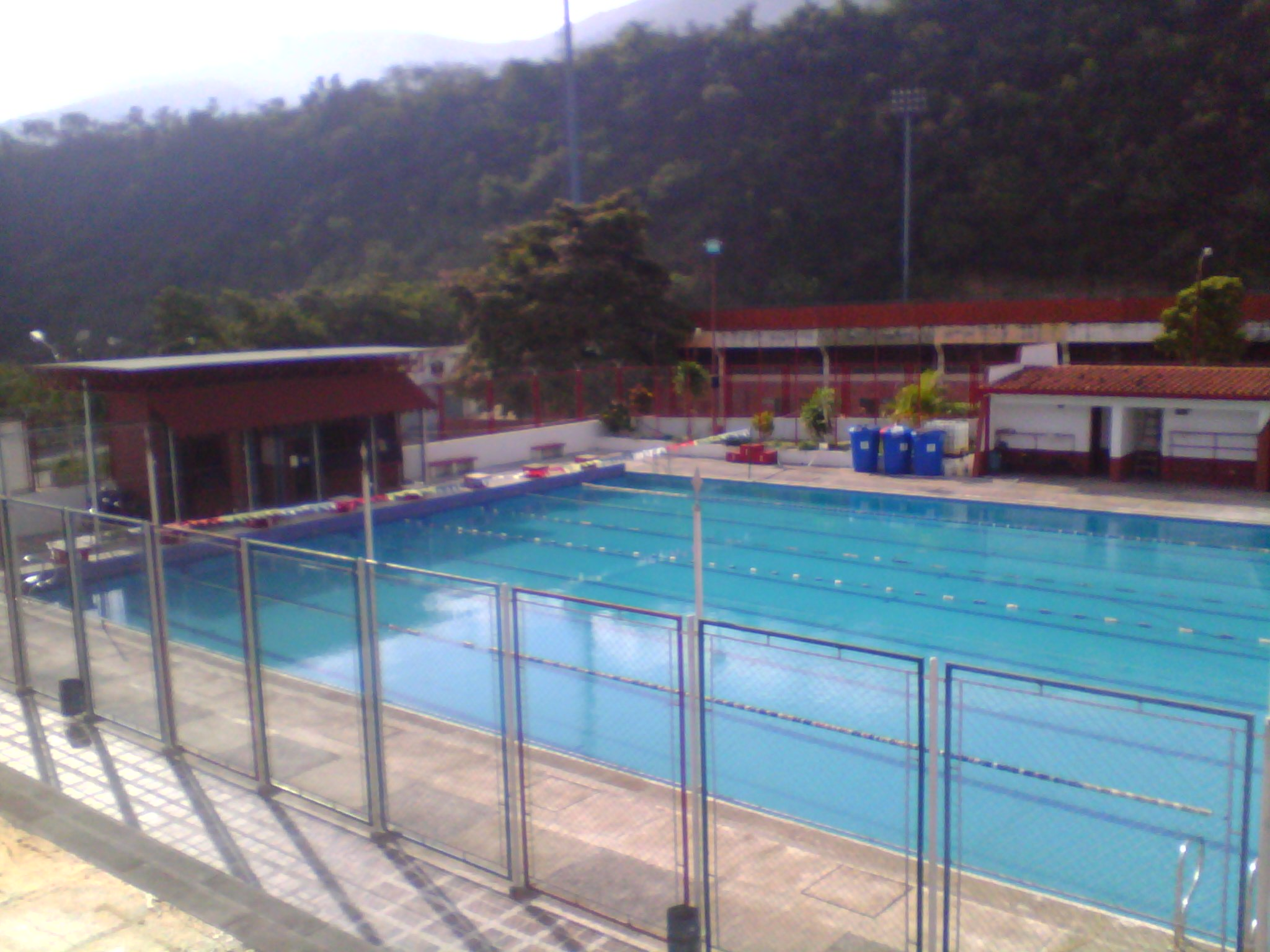
Piscina Olímpica Teresita Izaguirre

- Piscina Olímpica "Teresita Izaguirre": fue inaugurada el 20 de agosto de 1993 bajo el Gobierno del entonces Ejecutivo Regional Dr. Jesús Rondón Nucete, cuenta con un área de 58 x 48 y 21 x 50 m para un total de 8 carriles y una tribuna para 300 personas,[18] es sede del Club de Natación Tovar (CNT) y de igual manera presta servicios al club de Atletismo y a la comunidad.

- Estadio de Baseball Municipal "Julio Santana de León": esta pequeña pero reconocida infraestructura es uno de los semilleros más importantes de la pelota caliente en Venezuela, cuna del Grande Liga y 2 veces ganador del Premio Cy Young de la liga Americana Johan Santana antiguo lanzador de los Navegantes del Magallanes. De igual manera cuna de otros importantes beisbolistas como Oswaldo Sosa lanzador de los Tigres de Aragua y Wiston Márquez lanzador de Los Cardenales de Lara. Es un muy concurrido parque que presta servicios a la escuela de Los Criollitos de Venezuela, a los clubes municipales de Baseball, kickingball y Softball; cuenta con una capacidad de 2.000 personas. En él se han presentado importantes eventos deportivos como la Final del Torneo Nacional de Los Criollitos de Venezuela y Los JUVINES 2007, de igual manera ha sido escenario de Eventos Musicales con la presencia de Los Cadillac's, Nelson Velásquez, Los Rebeldes del Swing, Miguel Moli, entre otros.

- Gimnasio Cubierto "Monseñor Púlido Méndez": Importante infraestructura para la ciudad y el municipio en general, en él se practicaban el Kikimball yvel Atletismo, así como la Gimnasia, fue inaugurado en 1974, durante la gestión del Gobernador Rigoberto Henríquez Vera, en la actualidad se encarga de prestar albergue a algunos refugiados del municipio mientras la Alcaldía del Munucipio Tovar construye el Complejo Habitacional "José María Méndez", cap. 2.000 personas

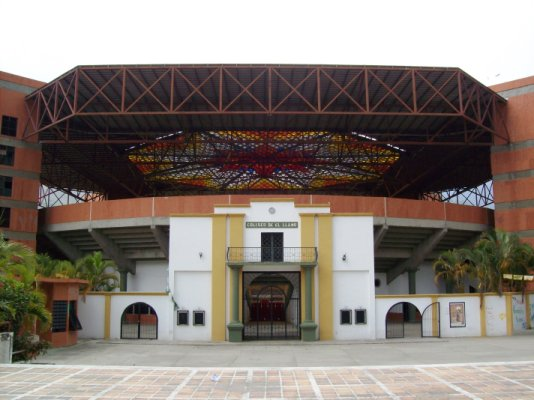
Vista de la Plaza de Toros "Coliseo El Llano" de Tovar

- Plaza de Toros "Coliseo El Llano" de Tovar: es una pequeña plaza de toros con un aforo cercano a los 7.075 espectadores pero que ha llegado a tener cerca de los 9000 en eventos como la Alternativa del Torero tovareño Rafael Orellana. Es la única plaza de Toros techada de Venezuela, la segunda en América y la tercera en el mundo, según el orden de construcción, pues en la actualidad se reportan más de 5 semejantes. Es escenario de eventos como la Feria Internacional de Tovar en honor a La Patrona Nuestra Señora la Virgen de Regla celebrada cada año en el mes de septiembre. También ha recibido importantes eventos taurinos como la Corrida de la Municipalidad y La Corrida Navideña, y Conciertos de Jorge Celedón, Los Cadillac's, Nelson Velásquez, Salserín, Miguel Moli, Guillermo Dávila, Reinaldo Armas, Luis Silva, Scarlett Linares, Los Cuentos de la Cripta, entre otros. Se le conoce como la Puerta Taurina de Venezuela, su arena ha sido pisada por Toreros como: Javier Conde, Federico Pizarro, David Silvetti, César Vargas Girón, Páquito Perlaza, Mary Paz Vega, Antonio Barrera, Fernando Roca Rey, Marc Serrano, Pedrito de Portugal, Cánales Rivera, Tomás Campuzano, Manuel Escribano, entre otros extranjeros, y Venezolanos como Leonardo Bénitez, Erick Cortés, César Vanegas, Rafael Orellana, Eduardo Valenzuela, entre otros.

- Estadio Municipal de Softbol "Juan Quiñonez": Esta infraestructura fue planificada con la intención de descongestionar el principal estadio de Softbol de la ciudad como lo es el Estadio de Béisbol "Julio Santana de León" en construcción, el estadio como tal ya fue construido durante la gestión del alcalde Lizandro Morales (2008-2013), el proyecto de la Alcaldía Municipal es mejorar las gradas, colocarle una nueva entrada moderna, un techo de fibra color blanco y mejorar y optimizar la grama de dicho estadio, este estadio se encuentra ubicado en la Avenida Cipriano Castro de la ciudad de Tovar, frente al establecimiento de Mercal Imagen.

- Circuito de Bicicleta: inaugurado el año 2016 bajo la gestión de Yvan Piliti, es un pequeño complejo destinado a la práctica de deportes sobre ruedas como bicicleta, patines y patineta, ubicado en la Avenida Cipriano Castro frente al estadio de Softbol Juan Quiñonez.

- Complejo Deportivo de la Universidad de Los Andes: proyecto en ejecución por la propia casa de estudios el cual será edificado en los terrenos de la antigua Hacienda de Cucuchica en la parroquia Tovar.

- Complejo de Canchas de Tenis: en proyecto.

- Estadio de Baseball Menor: en proyecto.

- Complejo de canchas techadas y no techadas: por todo el municipio.

- Gimnasio Vertical: en proyecto.

## Vías de Acceso
Tovar cuenta con una vialidad muy característica de un pueblo andino, lo cual se ha convertido en un problema municipal en los últimos años, esto a causa del crecimiento poblacional que dicha localidad ha tenido, y a la falta de planificación en el mencionado crecimiento, esto sumado a que la localidad se encuentra en medio del principal paso de alimentos agrícolas y animales desde los Municipios Jáuregui y Uribante del estado Táchira así como de los Municipios vecinos de Guaraque y Rivas Dávila del estado Mérida; cabe destacar que las principales arterias viales dentro del casco urbano de la ciudad de Tovar son:
| - Av. Táchira. - Av. Claudio Vivas. - Av. Cristóbal Mendoza. - Av. Monseñor Humberto Paparonni - Av. Cipriano Castro. (Av. Perimetral primera etapa) - Av. Johan Santana. (Av. Perimetral segunda etapa) - Av. Domingo Alberto Rangel. (Av. Perimetral tercera etapa) - Carrera 1. - Carrera 2. - Carrera 3. - Carrera 3. (BIS) - Carrera 4.ª. - Carrera 5. - Carrera 5. (BIS) - Carrera 6. - Carrera 7. - Carrera 8. - Calle Principal Jesús Obrero. - Calle Principal Los Naranjos. - Calle Principal El reencuentro. - Calle Principal Cristo Rey. - Calle Principal El Rosal. - Calle Principal Vista Alegre. | - Calle Principal La Vega. - Calle Colombia. - Calle Los Cedros. - Calle Araguaney. - Calle Principal Tacarica vía a (San Francisco y Guaraque). - Enlace Vial Reily Guerrero. - Enlace vial El Corozo-Los Limones. - Enlace vial Los Limones-Las Colinas. - Enlace vial Las Colinas-Jesús Obrero. - Enlace vial Los Naranjos-Jesús Obrero. - Enlace vial Vista alegre-el Chimborazo. - Enlace vial El Rosal-Urb. Los Educadores. - Carretera Tovar-El Peñón-Santa Cruz de Mora - Carretera Tovar-La Playa. - Carretera Tovar-El Amparo-Zea. - Carretera Tovar-San Francisco-Guaraque - Carretera El Amparo-Páramo de Mariño. |

 En cursiva las arterias viales en construcción. 
 En negrita las arterias viales con la identificación BIS, las cuales representan una continuación de sus homónimas aunque no se encuentren conectadas directamente. 

### Corredores Viales estructurados
En la actualidad se pueden mencionar solo 2 corredores principales, uno principalmente de carácter particular y otro principalmente de carácter Industrial, de Carga y Transporte Intermunicipal (sin embargo ambos convergen en el mismo punto) estos son en sentido norte a sur desde la Redoma de La Jaula hasta el Volcán:
- Calle Principal de La Gruta - Carreras 3 (BIS) y 4 (BIS) - Carreras 2, 3, 4 y 5 (estas 4 en paralelo, intercaladas en sentidos contrarios entre sí) - Av. Táchira.

- Av. Cipriano Castro - Av. Cristóbal Mendoza - Av. Domingo Alberto Rangel - Av. Johan Santana - Av. Táchira.

Además de las antes mencionadas, también existen corredores auxiliares con carácter principalmente particular, estos son en sentido norte a sur:
- Calle Los Cedros (con acceso a la Carrera 4 (BIS)) - Carreras 6 y 7 - enlace vial El Corozo-La Terraza (con acceso a la Av. Táchira).

- Enlace vial Reily Guerrero (con acceso a las Avenidas Claudio Vivas (Norte) y Táchira (Sur)).

- Calle principal del Sector El Reencuentro (con acceso a la Av. Táchira en Cuatro Esquinas (Sur) y hacia la Av. Johan Santana (Norte)).

- Calle Principal de Jesús Obrero (con acceso desde la Av. Táchira desde el Colegio La Presentación) - Enlace vial de Jesús Obrero-Los Naranjos - Calle Principal de Los Naranjos - Enlace vial Los Educadores-El Rosal - Calle Principal del Rosal (con acceso a la Av. Táchira en el Volcán).

- Enlace vial entre Los Limones (con acceso desde La Terraza) y Las Colinas (con acceso desde Jesús Obrero).

## Política
La política en el municipio ha tenido grandes cambios a través de la historia contemporánea de Venezuela, a principios de los años 60 se identificó prioritariamente con el partido político venezolano Acción Democrática, en cual tuvo importantes líderes oriundos de esta población como Domingo Alberto Rangel, Alberto Adriani, Simón Alberto Consalvi, Carlos Consalvi, Rigoberto Henríquez Vera y el propio Antonio Pinto Salinas quien fuese secretario general del partido durante los años 1953-1954, sin embargo el denominado Partido Social-Cristiano COPEI se fortalecería a nivel nacional precisamente desde la Región de los Andes, en donde líderes como el Tovareño Jesús Rondón Nucete popularmente conocido como Chuy COPEI llevaría la batuta del crecimiento partidista de la tolda Verde, llegando inclusive a alcanzar la primera magistratura regional en 1990, pero con la llegada de Hugo Rafael Chávez Frías a la Presidencia de la República, la política de derecha quedaría truncada por un periodo bastante largo, donde en él conseguirían la victoria las fuerzas de Izquierda llamadas M.V.R., P.P.T y MOBARE 200-4F; sin embargo para el 2006 cuando el actual presidente fuera a reelección los votantes del casco urbano no le concedieron la confianza y aunque este ganó en la zona rural, no alcanzó la mayoría del municipio.
Tras la llegada de la Universidad de los Andes a la subregión del Mocotíes se dieron los primeros pasos para la activación de los grupos estudiantiles y sociales de cohorte junevil que darían vida a una faceta en la óptica política del Municipio, hecho que influiría en los sucesivos acontecimientos electorales como el referéndum aprobatorio para la modificación de la constitución de 1999. Para diciembre de 2007 cuando el entonces presidente propuso su modificación al modelo de constitución el cual fue sometido a referéndum popular aprobatorio, el pueblo tovareño en su mayoría le dijo que NO; reafirmando su compromiso democrático y caracterizando al pueblo como opositor. Luego el 23 de noviembre de 2008 ocurrió algo muy relevante, el pueblo salió por primera vez, masivamente a votar alcanzando 17.485 votos escrutados (71,78 % electores) pero con una votación totalmente cruzada ya que a nivel de alcaldía ganó el candidato opositor de derecha Lizandro Morales con 8682 Votos (51,22 %) y a nivel de Gobernación el candidato Oficialista de Izquierda Marcos Díaz Orellana con 9518 votos (55,80 %).
Otros casos de evaluar se evidencia en los resultados electorales del referéndum popular aprobatorio de la enmienda constitucional en 2009, las elecciones parlamentarias en 2010 y las elecciones presidenciales 2012 en donde la tendencia opositora al gobierno de Hugo Rafael Chávez Frías se impuso consecutivamente en una tendencia creciente a favor de los partidos de la denominada Mesa de la Unidad Democrática.
A partir del año 2013 con el inicio de la inestabilidad política en el país tovar sentaría precedentes en las acciones nacionales siendo el primer municipio en protestar contra el resultado de las elecciones presidenciales de abril de ese año, hecho que concluyó en un capítulo de confrontación entre los afectos al líder opositor Henrique Capriles Radonski y el líder oficialista Nicolás Maduro Moros. Al año siguiente un grupo de jóvenes universitarios tomarían parte de las protestas nacionales convocadas por los líderes opositores Leopoldo López, María Corina Machado y Antonio Ledezma lo cual generaría nuevas confrontaciones durante los meses de febrero a junio de ese año. Así mismo se repetirían iguales acciones en 2017 en donde ya de forma más masiva el pueblo Tovareño se levantaría en protestas en defensa de la Asamblea Nacional de ese momento lo que llevaría a acciones de calle durante 6 meses en donde perderían la vida varios lugareños. Todos estos hechos serían un indicador de la afinidad política del Municipio en la era post-Chávez.
En la actualidad el ayuntamiento municipal se encuentra bajo la administración de Luis Márquez, quien fuese electo el 10 de diciembre de 2017 como alcalde con el 53,66%  de los votos, lo cual le bastaría para ganarle la alcaldía a la candidata oficialista Luisa Barbosa. Sin embargo, debido a que en estas elecciones existió la variante de que no se elegirían a los miembros de los concejos municipales, el bloque oficialista elegido en 2013 mantiene 6 curules dentro del Concejo Municipal, mientras que la oposición solo cuenta con uno.

### Partidos Políticos
Durante la era democrática post dictadura el predominio político sería compartido entre los partidos hegemónicos del momento: Acción Democrática y COPEI, ya tras la llegada del nuevo milenio el Municipio tendría una importante presencia de los partidos: M.V.R., P.P.T y MOBARE 200-4F del lado oficial, así como Proyecto Venezuela, Movimiento Al Socialismo y Primero Justicia sumados a los ya conocidos Acción Democrática y COPEI. Luego de la reconducción política  de los sectores opositores a Hugo Chávez para conformar la entonces llamada Unidad Nacional predominaron los partidos Un Nuevo Tiempo y Primero Justicia a quienes se les sumaría Voluntad Popular ya luego del año 2010. Así mismo el partido oficial PSUV mantendría el dominio luego de su conformación hasta el 2015 en donde la tarjeta de Mesa de la Unidad Democrática (gestión] se haría del favoritismo. En la actualidad la tendencia se inclina hacía los sectores opositores al gobierno de Nicolás Maduro Moros. Entre los líderes fundamentales destacan en la actualidad: Sonia Castro (VP),freddy Guerrero(copei)
Luis Márquez (AD), Frank Molina (independiente), Jesús Vivas (Progreso)
Alejandro Márquez Guchumeny (avanzada progresista), Jesús Gómez (PSUV), Belkis Contreras (PSUV), Vanesa Contreras (VP), Elio Rojas (PJ), Ramón Molina (AD) y José Gregorio Guillén (AD). Así mismo existen algunos dirigentes Tovareños con ascendencia en la política estadal y nacional como Fabiana Rosales (primera dama del país reconocida por 60 países), Golfredo Morett (VP),Wuilliam Montoya (PJ) María Alejandra Castillo (PSUV), Leonardo Briceño (PJ), Joan Manuel Gómez (VP), Alejandro Márquez Guchumeny(AP), Jesús Rondón Nucete (Independiente) y Jesús Soto (VP).

### Movimientos Políticos
Es importante destacar la participación de los Movimientos Estudiantiles de las diferentes casa de estudios del estado como la Universidad de los Andes y la Universidad Politécnica Territorial de Mérida entre los cuales están el Movimiento 13 de marzo, el Movimiento Social Demócrata, el Movimiento Soy ULA, el Movimiento 20, el Movimiento 100% Estudiantes, el Movimiento Justicia Universitaria y el Movimiento Equipo 10 quienes han representado un importante motor en la política regional a través del sector juvenil, destacando líderes como: alejandro Márquez guchumeny, Joan Manuel Gómez, José Gregorio González, Isabel Nieto, Jeny Molina, Elio Rojas, Jorge Luis Rojas, José Ramón Carrero, Ludwing Ortega, Emilio Páez, Carlos Martin Medina, entre otros dirigentes estudiantiles. Así como también la representación de jóvenes Tovareños en la política estudiantil nacional como lo fueron Mariel Méndez y Wuilliam Montoya en el movimiento estudiantil zuliano, siendo este último electo presidente del centro de estudiantes de la Facultad de Odontología de La Universidad del Zulia para el periodo 2020-2022.

### Colectivos Sociales
En el Municipio Tovar, al igual que en el resto del país se observa la presencia de los colectivos sociales y políticos afectos al gobierno, como por ejemplo el Colectivo Bolivariano de Integración Socialista Tovar, así mismo organizaciones afines como el Frente Francisco de Miranda, la JPSUV, Movimiento Revolucionario TUPAMAROS y en el Movimiento Universitario MERU. El Colectivo Nevado Tovar, y Colectivo Antitaurino Tovar. Entre sus principales líderes se encuentran: Yvan Pulitti, María Inés Pulitti, Jenny Contreras, Tony Ramírez, Alexander Bonilla, Javier Rujano Mayorano, Charles Gil, Rosa Inés Mayorano, Jesús Sánchez, Golfredo Vergara, Francisco Mora, Yarelis Carrero, Carlos Méndez, Daniel Acosta, entre otros.

## Política y Gobierno

### Alcaldes
| Período     | Alcalde electo           | Partido/Alianza | % de votos | Notas |
| ----------- | ------------------------ | --------------- | ---------- | --- |
| 1989 - 1992 | Orger Roa Morales        |                 | 51,09      | Primer alcalde bajo elecciones directas |
| 1992 - 1995 | Orger Roa Morales        |                 | 56.09      | Reelecto |
| 1995 - 2000 | Marcos Valero Romo       |                 | 55,04      | Segundo alcalde bajo elecciones directas (Se realizaron elecciones generales adelantadas en el 2000 debido a la aprobación de la Constitución de 1999 |
| 2000 - 2004 | Rubén Darío Morales      |                 | 42,56      | Tercer alcalde bajo elecciones directas |
| 2004 - 2008 | Yván Pulitti             |                 | 52,13      | Cuarto alcalde bajo elecciones directas |
| 2008 - 2013 | Lizandro Morales Márquez |                 | 51,22      | Quinto alcalde bajo elecciones directas (Su periodo se prolongó 1 año más debido a la postergación de elecciones municipales por el CNE)              |
| 2013 - 2017 | Yván Pulitti             |                 | 48,30      | Sexto Alcalde bajo elecciones directas |
| 2017 - 2021 | Luis Márquez             |                 | 55,08      | Séptimo Alcalde bajo elecciones directas (Electo con la tarjeta de COPEI, sin embargo pertenece AD,)                                                  |
| 2021-2025   | Yván Pulitti             |                 | 44,22      | Octavo Alcalde bajo elecciones directas |

### Concejo municipal
| Concejales:             | Partido político / Alianza |
| ----------------------- | -------------------------- |
| Rafael Eduardo Montilla | COPEI                      |
| Luis Rosales            | COPEI                      |
| Freddy Guerrero         | COPEI                      |
| Pedro Soto              | COPEI                      |
| Anselmo García          | COPEI                      |
| Ildelfonso Guerrero     | AD                         |
| Luis Omar Zambrano      | AD                         |

| Concejales:        | Partido político / Alianza |
| ------------------ | -------------------------- |
| Luis Rosales       | COPEI                      |
| Pedro Soto         | COPEI                      |
| Anselmo García     | COPEI                      |
| Ruben Carrero      | COPEI                      |
| Eduardo Ramírez    | COPEI                      |
| Teolindo Contreras | AD                         |
| Marcos Valero Romo | AD                         |

| Concejales:           | Partido político / Alianza |
| --------------------- | -------------------------- |
| Luis Omar Zambrano    | AD                         |
| Vladimir Muller Trejo | AD                         |
| Mario Rosales         | AD                         |
| Ruben Carrero         | COPEI                      |
| Freddy Guerrero       | COPEI                      |
| Candido Araque        | COPEI                      |
| Lenin Peña            | LCR                        |

| Concejales: | Partido político / Alianza |
| ----------- | -------------------------- |
| '           | MVR                        |
| '           | MVR                        |
| '           | MVR                        |
| '           | MVR                        |
| '           | MVR                        |
| '           | AD                         |
| '           | AD                         |

| Concejales          | Partido político / Alianza |
| ------------------- | -------------------------- |
| Gregoria Rojas      | MVR                        |
| Leny Mendoza        | MVR                        |
| Frank Pernía        | MVR                        |
| Leonardo Molina     | MVR                        |
| Edilio Carrero      | MVR                        |
| Nicanor Guillén     | PPT                        |
| Ildelfonso Guerrero | AD                         |

| Concejales          | Partido político / Alianza |
| ------------------- | -------------------------- |
| Miguel Marrufo      | PSUV                       |
| Belkys Contreras    | PSUV                       |
| Jorge Molina        | PODEMOS                    |
| Orlando Vega        | PSUV                       |
| Charles Gil         | PSUV                       |
| Zenaida Arellano    | PSUV                       |
| lldelfonso Guerrero | AD / MUD                   |

| Concejales         | Partido político / Alianza |
| ------------------ | -------------------------- |
| Jesús Gómez        | PSUV                       |
| Tony Ramírez       | PSUV                       |
| Darirma Escalona   | PSUV                       |
| Elis Guillén       | PSUV                       |
| Marbelis Contreras | PSUV                       |
| Belkis Contreras   | PSUV                       |
| Olides Contreras   | PSUV                       |

| Concejales           | Partido político / Alianza |
| -------------------- | -------------------------- |
| Carmen Salinas       | PSUV                       |
| Germán Salazar       | PSUV                       |
| Jenny Contreras      | PSUV                       |
| Juan Carlos Apolinar | PSUV                       |
| Elio Rojas           | PJ / MUD                   |
| Samir Castillo       | UNT / MUD                  |
| Silvio Peña          | COPEI / MUD                |